# 悪魔くん
『悪魔くん』（あくまくん）は、水木しげるによる日本の漫画、およびそれを原作とした特撮テレビドラマ、テレビアニメ、ならびにこれらの作品の主人公のニックネーム。

## 概要
「悪魔くん」と呼ばれる少年が、悪魔の力を借りて世界を平和へと導くために戦う物語。社会に対する義憤の感情から生まれた水木の代表作の一つであり、一般的に知名度の低かった魔法陣や呪文といったオカルト世界を広く知らしめた作品でもある。
1963年の貸本漫画から始まり、1966年の『週刊少年マガジン』、1970年の『週刊少年ジャンプ』、1987年の『コミックBE!』、1988年の『月刊コミックボンボン』、1993年の描き下ろし単行本と掲載誌を変えて断続的にシリーズが発表された。作品は貸本版の松下一郎、『少年マガジン』版の山田真吾、『コミックボンボン』版の埋れ木真吾と主人公の異なる三種類のシリーズに大別される。単行本は体裁を変えて何度も出版されており、文庫や電子書籍などで読むことができる。また、『水木しげる漫画大全集』では全ての作品が復刻された。
映像作品は特撮テレビドラマ『悪魔くん』が1966年から翌年にかけて放送。『少年マガジン』版を原作としており、水木作品では初めての映像化である。1986年には単発のテレビドラマが月曜ドラマランドの枠で放送され、1987年には悪魔くんと鬼太郎の共演が実現したオリジナルビデオが発売された。1989年から翌年にかけてテレビアニメが放送され、劇場版も2作製作された。映像作品のソフト化は、月曜ドラマランド版を除いてDVDが発売されている。2023年には、テレビアニメ版の続編となる新作アニメがNetflixにて全世界独占配信された。

## 基本設定
本作品は、水木しげるの漫画が数シリーズおよび特撮、アニメとあるがそれぞれ内容が異なっている。これらの諸作品は大別すると救世主（メシヤ）悪魔くんについての物語と、悪魔・妖怪を退治するヒーロー悪魔くんの物語とに分かれる。さらに後者は主人公、基本的設定の違いから2つに分けられる。
全ての漫画『悪魔くん』で共通する点を以下に記す。
- 主人公は一万年に一人という天才児で、「悪魔くん」と呼ばれている。
- 悪魔くんは全人類が幸せに生きられる世界を築こうとしており、それには悪魔の力が必要と考えている。なお、作中で「悪魔」と呼ばれる存在はキリスト教起源のものに限らず、世界中の神話・民話に語られる様々な妖怪・怪物も含んでいる。
- 物語の始まりでは、まだ悪魔くんは悪魔の召喚に成功しておらず、懸命に魔術の研究と実験を繰り返している。しかし伝説的魔術師ファウスト博士が現れて悪魔くんに秘儀を授け、ついに悪魔を呼び出すことに成功する。
- さらにファウスト博士は悪魔くんに「ソロモンの笛」を与える。これは悪魔を従わせる力をもつ笛で、ソロモン王が使ったというものであった。
- 悪魔くんには自分に付き従っている部下が複数人いる。それらは「十二使徒」と呼ばれることもある。十二人のキャラクターはシリーズにより異なる。また、マガジン版には複数人の悪魔の部下がいるものの十二使徒という言葉自体が出てこない。
- 悪魔を呼び出す時は魔法陣を前に「エロイムエッサイム、我は求め訴えたり」と呪文を唱える。これは18・19世紀のフランスで流布した魔法書に記された、悪魔を呼び出すために黒い雌鶏を引き裂いて唱える呪文（Eloim, Essaim, frugativi et appelavi.）[3][注 1][注 2]に由来する。

それ以外の設定は各作品ごとに異なっている。

## 漫画
悪魔くんと十二使徒一覧

| バージョン  | バージョン           | 悪魔くん   | 第1使徒        | 第2使徒    | 第3使徒             | 第4使徒  | 第5使徒    | 第6使徒 | 第7使徒        | 第8使徒    | 第9使徒 | 第10使徒     | 第11使徒   | 第12使徒   |
| ----------- | -------------------- | ---------- | -------------- | ---------- | ------------------- | -------- | ---------- | ------- | -------------- | ---------- | ------- | ------------ | ---------- | ---------- |
| 松下 一郎版 |                      | 松下一郎   | 蛙男           |            | ヤモリビト （佐藤） | ロソン   |            |         |                |            |         |              |            |            |
| 松下 一郎版 | 千年王国             | 松下一郎   | 蛙男           | ふくろう女 | ヤモリビト （佐藤） |          | ベルゼブブ | 家獣    | 松下太平       | キリヒト   |         |              |            |            |
| 松下 一郎版 | 世紀末大戦           | 松下一郎   | 蛙男           |            | ロソン              | 町田     | ベルゼブブ | 家獣    | 灰怒羅         | 視鬼魅     |         |              |            |            |
| 山田 真吾版 |                      | 山田真吾   | メフィスト     | 百目の子   | 魔女                |          |            |         |                |            |         |              |            |            |
| 山田 真吾版 | ノストラダムス大予言 | 山田真吾   | メフィスト     | 蛙男       | 魔女                | つらら女 | 夜雀       | 鉄鼠    | そろばんぼうず | 雷獣       | 家獣    | 倉ぼっこ     |            |            |
| 埋れ木真吾  | 埋れ木真吾           | 埋れ木真吾 | メフィスト二世 | ユルグ     | ヨナルデパズトーリ  | 幽子     | ピクシー   | 百目    | 妖虎           | 家獣バウー | 象人    | 鳥乙女ナスカ | サシペレレ | こうもり猫 |

### 「松下一郎」版
悪魔くんの名前は松下一郎。ストーリーの骨格は「人類が平等に幸せな生活ができる理想社会『千年王国』の樹立を目指す悪魔くんが現代社会に戦いを挑む」というもので、社会問題を扱う作風でもある。
『悪魔くん』
1963年から1964年にかけて貸本劇画の出版社である東考社より刊行。作品の背景には、極貧生活をしていた水木の社会に対する怒りが大きく影響しており、親交のあった同社の桜井昌一の依頼に応える形で、貧乏を打ち砕く魔法の話を考え出す。平凡社の世界教養全集『魔法』やゲーテの『ファウスト』などを参考にし、当時はまだ一般には知られていなかったオカルトの世界を取り入れて、悪魔くんが十二使徒とともに革命を目指す物語を描いた。
白土三平の大河劇画『忍者武芸帳』に刺激を受け、当初は全5巻予定の壮大な構想だった。しかし2300冊を発行した第1巻の実売が902冊の結果となったため、その時点で3巻目での打ち切りが決定。既に2巻目が印刷され、3巻目の執筆が始まっていたため、当初の構想を全うすることができなかった。そのため使徒が全員揃うことはなく、全ての事件の謎が解けないままとなり、主人公は暗殺されるという結末になってしまった。小学館クリエイティブ・角川文庫から復刻されている。
『悪魔くん復活 千年王国』
1970年に『週刊少年ジャンプ』（集英社）で連載。結末の補完を目指した貸本版のリメイク作品。貸本版とは異なり十二使徒が全て揃うが、千年王国の建国に向けて行動を開始するところで物語は終わる。1980年代以降では『悪魔くん 千年王国』のタイトルで何度か復刻されており、現在はちくま文庫から復刻されている。
『鬼太郎対悪魔くん』
1976年『月刊少年ジャンプ』7月号に掲載。初出時のタイトルは「新作悪魔くん 悪をほろぼせ!!の巻」であったが、単行本収録時に改題された。地獄の悪魔を引き連れて現れた悪魔くんが鬼太郎と戦う内容の読み切り作品。
『悪魔くん世紀末大戦』
1987年10月31日号（No.9）から1988年10月31日号（No.15）にかけて『コミックBE!』（光文社）に連載。貸本版の直接的な続編。1997年の東京を舞台に復活した悪魔くんが千年王国の樹立のために再び動き出す。当初は企画発案者の朝松健がシナリオ協力として参加していたが、本業が多忙になり降板を余儀なくされ、後半は竹内博が担当した。なお、これも十二使徒が全員揃う前に連載終了を迎えている。光文社から単行本が出た後に、徳間書店から復刻されている。

#### 登場キャラクター（「松下一郎」版）
松下 一郎（まつした いちろう）
小学二年生。大手電機メーカー「太平洋電気」の社長令息。大きな垂れ目、タマネギを思わせる髪型、突き出た額といった独特の容貌をしている。「精神的異能児」と言われるほどの天才的頭脳を持つ少年で、貧富の格差がない平和な世界を創造しようとしている。一般的な倫理の枠にとらわれず、目的のためなら手段を問わない面がある。あまりの頭の良さゆえにクラスメートから「悪魔くん」とあだ名されている。
貸本版・『千年王国』版ともに野望を叶える前にヤモリビトの佐藤の密告により暗殺されるが、後に復活することが予言される。『世紀末大戦』では蛙男の手で34年後に復活を遂げ、十二使徒とともに再び平和世界の実現に向けて活動を開始。死亡していた間、魂が天界で修行を積んでいたため、本物の悪魔を凌ぐほどの魔力を身につけている。『千年王国』では八仙人の助けにより数年後に復活。
ファウスト
一万年に一人あらわるという東方の神童を待ち続けて400年を生きた老人。ゲーテの『ファウスト』の主人公をモチーフにしている。松下一郎に悪魔を召喚する方法とソロモンの笛を与え、その生涯を閉じる。今際の際に「現世は夢になり、夢は現世になる」という言葉を残し、松下に深い感銘を与えた。
蛙男（かえるおとこ）
元は松下一郎の家庭教師だが、古代の魔法使「蛙男」の魂を入れられたことで蛙のような顔の別人になった。悪魔くんの右腕というべき存在の第一使徒。『世紀末大戦』でも登場し、儀式により松下を復活させた。
ふくろう女
『千年王国』に登場する第二使徒。松下一郎が古代の魔法使「ふくろう女」の魂を蘇らせて一羽のふくろうに宿らせた。悪魔を召喚するための正しい魔法陣の図面を知っているのは彼女だけとされる。
佐藤
松下一郎の二番目の家庭教師。松下の計画によりヤモリビトの魂を入れられたが、呪医フラン・ネールにより完全に乗っ取られることを免れる。その後は第三使徒ヤモリビトを演じながら松下に従う。
イスカリオテのユダに対応したキャラクターであり、松下をあざむいて官憲に引き渡し、死に導く。その後は悪魔と組むが、結局は都合よく利用されただけであり、三年後には無一文になって病に苦しみながら路傍で途方に暮れているところを蛙男に見つかる。そこで蛙男の説得を受けて改心し、共に松下のために働くことを誓う。『世紀末大戦』では既にこの世を去っていた。
ヤモリビト
松下一郎が復活させようとしていた古代の魔法使のひとり。ヤモリを操るほか、『千年王国』では悪魔を呼び出す方法が書かれた「創造の書」を読めるのは彼だけとされる。奥軽井沢の入らずの森に墓があり、松下の手引きでそこに導かれた佐藤に魂が入り込むが、完全に佐藤と入れ替わる前にフラン・ネールの呪法で魂を殺される。
容姿が少年マガジン版の「悪魔メフィスト」の元になっている。
松下 太平（まつした たいへい）
一郎の父親で、大手電機メーカー「太平洋電気」の社長。息子の頭が良すぎることに悩んでおり、普通の人間になって欲しいと願って社員の佐藤に家庭教師を依頼した。『千年王国』では悪魔ベルゼブブに陥れられて会社を乗っ取られてしまい、最後は殺されそうになるが、一郎に助けられて十二使徒に加わる。続編の『世紀末大戦』でも健在で、山本魔州から一郎の抹殺を命じられるが、それには従わず何かあれば自分も協力すると一郎に告げた。
ロソン
松下一郎に呼び出された悪魔。第四使徒。見た目は背広を着て髭を生やした男性で、特別な力もなく、人間とほとんど変わらない。狡賢く、後に日本を経済的に支配する。
続編の『世紀末大戦』にて「ロソン」という名が出る。ロソンコンツェルンの会長として君臨していたが、復活した松下によって半ば強制的に十二使徒として働かされる。悪魔を呼びだす呪符を使うなど、多少悪魔らしい力も披露している。
ベルゼブブ
『千年王国』で松下一郎に呼び出された悪魔。第五使徒。ロソンと違い、毛むくじゃらで人間離れした容姿をしている。悪魔の中では最下級で魔界のハエにすぎないと言われており、腕力も弱いが、不死身で女性を魔女に仕立て上げる能力がある。松下と契約したものの忠誠は誓っておらず私腹を肥やすことのみを考えており、第五使徒として働くふりをしながら、ヤモリビト佐藤を唆して松下を暗殺させる。
家獣（かじゅう）
『千年王国』に登場する第六使徒。『世紀末大戦』でも登場し、蟹の悪魔シェキリロンを倒すなど活躍する。「埋れ木真吾」版にも第八使徒として登場。
別荘番（べっそうばん）
眼鏡をかけた禿げの老人で、松下一郎の別荘を管理している。『千年王国』では妻たちとともに家獣の内部に閉じ込められていたところを松下に助けられて第七使徒となる。
ロナルド・サタン
世界の三分の一を占める石油会社の社長で、政財界を牛耳る権力者。ファーストネームは『世紀末大戦』で判明する。
裏の顔は三千年前に東方の三賢人に呼び出された悪魔サタンの末裔で、エジプトのスフィンクスに仕えている魔法使い。悪魔を呼び出す権利は自分だけにあると考え、松下一郎と対立する。貸本版では奥軽井沢で松下との魔法合戦に敗れて九千億円を払わされるが、それでも懲りずに軍隊を率いて再び松下たちを襲ったところを返り討ちに遭い死亡。『千年王国』では松下の父親に助けを求められてベルゼブブと戦うが、相手の方が上手でありダイヤモンドの中に逃げ込むも出られなくされてしまうが、松下の手で救出されてスフィンクスと共に帰って行った。
スフィンクス
サタンの主。貸本版ではサタンが松下一郎に殺されたことにより日本に向かって動き出したが、松下が死亡したため途中でエジプトに帰った。『千年王国』では囚われの身になったサタンを助けるため日本に上陸して暴れたが、松下からサタンを返されたことにより帰っていった。
キリヒト
松下一郎のクラスメート。クラスでは聖人の如く振舞っているが、貸本版ではサタンの手下で松下の暗殺を計画する悪役。『千年王国』では最後の十二使徒として松下の仲間となる。
フラン・ネール
インドの高名な呪医。インド首相の命令で松下一郎が「東方の神童」であるかどうかを見極めるために来日し、ヤモリビトの魂に支配されかけた佐藤を救う。しかし本当の主は蓬莱島の八仙人で、彼らの命によりソロモンの笛を奪い、さらに悪魔くん抹殺の指令を受ける。貸本版では指令に従ってヤモリビト佐藤を唆し松下を警察に密告させるが、『千年王国』では最終的に松下が「東方の神童」であると確信し、八仙人を説得して彼らの協力を取り付ける味方になる。『少年マガジン』版に同じ容姿のパゴダという魔術師が登場する。
八仙
蓬莱島の崑崙山に住む八人の仙人。悪魔くんの活動が世界の平和を乱すと危険視し、フラン・ネールを使ってソロモンの笛を奪う。『千年王国』では蓬莱島に来た松下たちと対面し、考えを改めて協力者となる。
町田（まちだ）
『世紀末大戦』に登場。オカルト雑誌「オカルトBe!」の編集員で、サラリーマン山田顔の男性。編集長の命令で毛呂山こと蛙男の取材に行かされ、松下の復活に立ち会う。その後も成り行きで十二使徒に加わり、松下たちと行動を共にする。
リリス
『世紀末大戦』に登場。ロソンと手を組み、世紀末の日本を堕落させていた魔女。ロソンの本拠地のビルに松下たちが来たため、松下と戦うも魔力勝負に負けて老婆の姿となってしまう。逆上して魔神を召喚しようとするも呪文を間違えて聖蛇ウラエウスを呼び出し、自分が食われてしまった。
山本魔州（さんもとましゅう）
『世紀末大戦』に登場。隠言宗の大管長。自分こそがメシアだと信じ、松下一郎を抹殺しようとする。
灰怒羅（はいどら）
『世紀末大戦』に登場。山本魔州の一番弟子の女。妖術を駆使して松下一郎を抹殺しようとするが敗れる。後に十二使徒の一人だと分かり、悪魔くんの仲間として活躍する。
視鬼魅（しきみ）
『世紀末大戦』に登場。十二使徒の一人で、老子・孔子・孟子らの師。皇帝に抹殺されそうになり日本に逃れ、松下一郎の復活を待ち続けていた。
ハワード・サタン
『世紀末大戦』に登場。34年前に松下に殺されたロナルド・サタンの息子で、容姿は父親と瓜二つ。
地獄の四王子
『世紀末大戦』に登場。地獄に君臨する四名の大悪魔で、人間を堕落させて地上を腐敗と混乱の世界に変えようとしている。その計画の障害となる救世主・松下を抹殺するため、人間の権力者を操ったり、配下の悪魔を刺客として遣わすなどしていた。本作品における黒幕だが、彼らとの決着はつかないまま作品は終了を迎えている。
ルシファー
四王子のリーダー格らしい大悪魔。中性的な容姿をしている。
サタン（悪魔）
四王子のひとり。サタン親子に角を付けたような容姿をしている。ロナルド・サタンの発言によれば彼の祖先であり「東方の三賢人」によって呼び出され人間界に棲み付いたとされているが、作中でハワード・サタンとの絡みは特に描かれていない。
ベリアル
四王子のひとり。ゲゲゲの鬼太郎に登場する悪魔ベリアルに角を付けたような容姿をしている。
レヴィアタン
四王子のひとり。牛のような顔をしている。
アイニ
『世紀末大戦』に登場。松下を倒すためにロソンが呼び出した悪魔で、右肩に猫、左肩に蛇の頭を持つ。両肩の口から火を吐いて松下たちを襲うが、蛙男がソロモンの笛を吹くと消え去った。
シェキリロン
『世紀末大戦』に登場。地獄の四王子が送り込んだ地獄の悪魔で、巨大な蟹の姿をとって現れた。家獣と交戦し、巨大なハサミ、口から吐き出す泡、目から放つ怪光線などで攻撃するが、家獣に振り回された後、海に叩き込まれて倒された。
シェルハビロン
『世紀末大戦』に登場。地獄の四王子が、町田と灰怒羅を抹殺するために送り込んだ犬型の悪魔。子犬の姿で町田に近づくが、灰怒羅に見破られ正体を現し交戦。灰怒羅の空蝉の術にかかって倒される。
アンドリアス・ショイクゼリ
『世紀末大戦』に登場。太古の海底を支配していた一族で、邪神クルールの手下。日本に大災害を起こさせるが、灰怒羅が見つけた弱点を突かれて松下一郎に敗れる。

### 「山田真吾」版
悪魔くんの名前は山田真吾。妖怪退治を主題としたストーリーとなっている。
『悪魔くん』
1966年から1967年にかけて『週刊少年マガジン』（講談社）で連載。『別冊少年マガジン』にも読み切りが掲載された。1965年に講談社児童漫画賞を受賞したことでメジャーデビューを果たした水木が、貸本時代に描いていた『悪魔くん』を少年誌向けにアレンジし、悪魔メフィストとともに悪い悪魔や妖怪と戦う物語を描いた作品。テレビドラマ版の原作にあたり、ドラマと同時並行して連載された。幾度か単行本化されたうちで双葉社パワァコミックス版は『がんばれ悪魔くん』と改題されている。
『ノストラダムス大予言』
1993年、1994年に描き下ろし単行本として辰巳出版より全二巻で刊行。悪魔くんのパラレルワールド的内容でカエル男など他の『悪魔くん』の登場人物も登場。ハルマゲドンを計画するシーレンと戦いの中で、ノストラダムスの予言を探っていく。水木プロダクション作品。後に扶桑社で復刻された。
2010年のテレビドラマ『ゲゲゲの女房』のオープニング（月曜版）とラストシーンには、この版の悪魔くん（山田真吾）とメフィストが登場した。

#### 登場キャラクター（「山田真吾」版）
山田 真吾（やまだ しんご）
「人類が平和に暮らせる天国のような世界を地上に作る」という目的で悪魔を使役する少年。松下一郎と同様の天才少年で、古代の書物も読み解くことができるが、学業には関心が無く、学校の成績は振るわない。外見は松下一郎とは大きく異なり、主人公然とした見栄えのいい少年として描かれている。
マガジン版ではクモ仙人との戦いの後、ドサクサのうちにソロモンの笛を魔界に持ち去られ悪魔を使う術を失うという冴えない結末を迎えた。
『ノストラダムス大予言』では、使徒として蛙男や家獣を使役するなど、キャラクターに松下一郎の要素が加わっている。
ファウスト
山田真吾に悪魔の召喚方法とソロモンの笛を与えて臨終する300歳の老人。松下一郎版とほぼ同じ役回り。死後もソロモンの笛に魂が宿っており、真吾が笛を無くしかけたときなどは現れて警告したりしていた。
メフィスト
山田真吾が呼び出した悪魔。外見はシルクハットを被りステッキを持ったワシ鼻の老紳士で、ハットの下には一本角。真吾と契約したものの全く忠誠を誓っておらず、やる気を見せることが少ない。好きな物はチョコレートとコーヒーとお金、そして女性であり、『ゲゲゲの鬼太郎』でいうねずみ男のようなポジションである。
百目（ひゃくめ）の子
殺された百目の遺児。百目が起こした事件の解決後、真吾の家に引き取られることになる。かなり生意気な性格でやはり真吾に対する忠誠心は薄め。最後にクモ仙人を倒した魔女の養子になるが、その時にソロモンの笛を持ったまま魔界へ行ってしまった。
貧太
山田真吾の友人で、悪魔を呼び出す研究に協力するなど松下一郎版の蛙男に似た役回りで顔も似ている。しばしば悪魔退治につきあう。実家は貧乏。第一話で両親がいないと言っていたが、後の話では両親も登場している。
情報屋
山田真吾の友人で、メガネに出っ歯という典型的な水木キャラクター。しばしば悪魔退治につきあう。火星が最も地球に近づく五王星という特別な日の生まれで、そのせいで百目に狙われたこともある。メフィストに頼み事をするのが上手く、チョコレートやコーヒーなどの好物でやる気を出させていた。
百目（ひゃくめ）
「悪魔メフィスト」に登場。ある目的のため情報屋を狙い、悪魔くんたちと戦った妖怪。実は既に殺されており、別の存在がその皮をかぶって行動していた。
すねこすり
「悪魔メフィスト」に登場。毛むくじゃらの体に細い手足を持った姿をしている。二百年前に絶滅した妖怪だが、百目が手下とするために生き返らせた。百目の命令に忠実で、メフィストと戦ったり、追ってきた真吾を捕えたりしたが、最後は百目（月人）の死によって霊波が途絶えて元の骨になった。なお、百目はすねこすり以外にも多数の妖怪を従えていたが、名前が出るのは彼のみである。
千草
「悪魔メフィスト」に登場。百年前に十三歳で亡くなった人間の少女だが、百目が生き返らせた。百目の雑用として情報屋の家に手紙を運ぶなどしていたが、真吾と会って話すうちに心を多少開いたらしく、自分の秘密を真吾に打ち明ける。その後、真吾がすねこすりに捕えられた際に、彼をかばって助けようとしたが、それを百目に聞き咎められて怒りを買い、霊波を絶たれて骨に戻されてしまった。
月人
「悪魔メフィスト」に登場。二万年前まで月に住んでいた人類の生き残りで、三日月のような長い顔をした小柄な老人。二万年前にロケットに乗って地球へ来たが、自分の死期が近いことを悟り、月に帰って寿命を迎えるために古代のロケットを発掘して、それに乗って月に帰ろうとしていた。悪気はなかったようだが、目的のために妖怪百目を殺したり、情報屋をさらって生贄にしようとしたり、真吾の妹を人質とするなどしたため、真吾たちには悪い妖怪と見做されて敵対。最終的には月行きのロケットをメフィストに壊されて失敗し、失意のうちに寿命を迎えた。
油すまし
「なんじゃもんじゃ」に登場。天の岩戸に封印されていた昔の妖怪。「生気を食べる犬」と呼ばれる怪物を従えており、ソロモンの笛を持っていた百目の子を襲わせて笛を奪った。最初は人間に知られず静かに生きていこうと考えていたが、「生気を食べる犬」と魔物が格闘の末に玉になったのを見て気が変わり、玉から生み出した新生物「なんじゃもんじゃ」を使って地上を支配しようとした。実は閻魔大王の霊波によって動かされている亡霊であるため、メフィストの魔力も効かなかったが、地獄に行ったメフィストが閻魔大王と話を付けて霊波を止めさせたため、「なんじゃもんじゃ」とともに石になった。
小豆とぎ
「なんじゃもんじゃ」に登場。油すましの相棒で、生物を中に吸い込んで閉じ込める壺を持っている。壺の力には自信があるようで、「邪魔する者は壺に入れてしまうぞ」と何度も発言している。油すましとともに「なんじゃもんじゃ」に乗って暴れたが、閻魔大王からの霊波が止まったことで石になった。
もののけ
「なんじゃもんじゃ」に登場。透明な魚のような姿で空を飛ぶ妖怪。油すましたちと同様に、天の岩戸から出てきたようだが、閻魔大王が復活させたかは不明。自分たちの安全を確保するため、油すましにソロモンの笛を奪うよう依頼したが、その後は「なんじゃもんじゃ」を生み出すのに協力した。人間に吸い付いて生気を吸い取る能力があり、吸われた人間はミイラのように干からびて死んでしまう。夜行性で、昼間は天の岩戸で寝ており、眠っている間にメフィストの「魔力溶岩流し」で天の岩戸の入口を塞がれて封印された。
生気を食べる犬
「なんじゃもんじゃ」に登場。油すましが従えている妖怪。大きな花から無数の触手が出たような姿で、中央の口で生物を飲み込み、生気を吸収する。ある山に迷い込んだ百目の子を襲って生気を吸い取り、ソロモンの笛を奪う。さらに山から降りて暴れたため、真吾が召喚した魔物と戦って玉のような姿になり、後で「なんじゃもんじゃ」の材料になった。
閻魔大王
「なんじゃもんじゃ」に登場。油すましと小豆とぎを操っていた黒幕。仲間と共に地獄に来たメフィストと戦うが、彼の強さを認めて目から出てきた小さい「仁王」が話し合いに応じ、油すましたちを動かしている霊波を止めた。なお、油すましたちの使命は、地上に現れた「黒い霧」という正体不明のお化けの調査だった。「黒い霧」とは、当時、日本を騒がせた疑獄事件の名称で、水木の風刺。
ビチゴン
「ビチゴン事件」に登場。二千年前に眠りに入ったという、口から豚の糞を吐き出す怪物。モノクロ実写版第5話のペロリゴンに似た姿をしている。ある農村で、処理に困った豚の糞を底なし穴に流し込み続けたところ、穴から出てきて暴れ始めた。目覚めた理由は不明だが、「あまりの汚さに穴の主が眠りを覚ましたのであろう」と村人のひとりが推測している。穴があった農村を荒らした後、県庁や東京都心でも暴れ続け、自衛隊にも退治できなかったため、真吾がメフィストを呼び出す。空を飛んで戦うメフィストを豚の糞で撃墜、そのまま捕えて飲み込んでしまったが、たまたま近くにあった水素ボンベをメフィストが腹の中に持ち込んで開けたため、水素ガスの圧力で破裂して退治された。
妖婆 / まぼろしの館
「まぼろしの館」に登場。ある山奥の西洋館に棲みついていた妖怪。館に飾られている絵が本体らしい。人間の魂が好物で、館に来た人に美女の姿で近づいて油断させ、その後で妖婆の正体を現して襲いかかり、魂を抜いて食っていた。館に来た真吾、情報屋、百目の子の魂を抜いて倒したが、正体を見たメフィストと戦闘になる。鎖鎌が武器で、振り回して小さな竜巻を起こしたりするが、他にも口から黒い液体を吐いたり、手から毒爪針を飛ばすなど、多彩な技を使う。メフィストの万能杖を切る、飛ばしたマントを跳ね返す、魔力「くもの巣ちらし」を破るなどして苦戦させるが、魔力「細胞変化」にやられかけて絵の中に逃げ帰ったところを、メフィストに杖を突き刺され、妖婆の姿に戻って絶命。死亡の際に今まで食った人の魂を吐き出し、真吾たちの魂も元に戻った。その後、西洋館も跡形もなく消滅し、西洋館そのものが「まぼろしの館」という一つの妖怪で、妖婆はその一部であったことが判明する。モノクロ実写版第11話にも「油絵妖怪」として登場している。
クモ仙人
「クモ仙人」に登場。五千年前に蜘蛛がたくさんいる山で修行を積んだ仙人。蜘蛛と交流して不死身の能力を得ており、どんな攻撃でも死なない。優れた仙術の持ち主で、五千年前にはメフィストと戦って勝っている。慢心して悪事を働いたために菩薩によって大きな蜘蛛の姿に変えられるが、なおも人に危害を加えたため、地下百メートルの岩穴に封印された。それでも悔い改めず、数千年をかけて岩穴を崩して地上に戻り、自分を封印した菩薩の子孫に呪いをかけて大きな蜘蛛に変えることで復讐していた。ソロモンの笛に自分を戻す力があることを知り、真吾を呪いで蜘蛛に変えてソロモンの笛を持ってこさせ、笛を使って元の姿に戻る。蜘蛛の姿の真吾を追ってきたメフィストが戦うも歯が立ず倒されるが、彼の親戚である魔女との戦いでほうきに縛り付けられて飛ばされてしまう。クモ仙人は縛り付けた紐を解けば逃げられると高をくくっていたが、ほうきの魔力は紐にも及んでおり、解くことができないまま無限の上空へ消えた。
魔女
「クモ仙人」に登場。メフィストの親類で魔法陣の中に住んでいる。クモ仙人に自分と組むよう持ちかけられるが、メフィストを苦しめるクモ仙人に怒って彼と戦い、クモ仙人を魔女のほうきに縛り付けて無限の上空へ追放した。戦いの後、百目の子を養子にすると言ってメフィストと一緒に連れ帰って行った。
『ノストラダムス大予言』では、十六世紀のヨーロッパに若い容姿の魔女が登場。こちらもメフィストの味方。
ミシェル・ノストラダムス
『ノストラダムス大予言』に登場。作中では古代ユダヤのイッカサル一族の末裔であり、代々伝えられていたユダヤの秘宝「エホバの鏡」を所持している。この鏡には過去や未来へ渡る力があり、その力で見た未来の出来事を記したものが予言書『諸世紀』であるとされる。「エホバの鏡」を狙う死神伯爵一味に狙われるが、真吾たちに助けられて仲間となる。
蛙男
『ノストラダムス大予言』に登場。十二使徒のひとりの魔法使。松下版に登場した使徒だが、本作品では山田真吾をメシアと呼んで仕えている。
アマビエ
『ノストラダムス大予言』に登場。十二使徒のひとりの妖怪。
桂男
『ノストラダムス大予言』に登場。十二使徒のひとりの妖怪。
つらら女
『ノストラダムス大予言』に登場。十二使徒のひとりの妖怪。冷気を操る妖怪。
夜雀
『ノストラダムス大予言』に登場。十二使徒のひとりの妖怪。透明な霊膜で身を多い、魔力から本体を守ることができる鳥の妖怪。仲間を呼び、集団で戦う。
鉄鼠
『ノストラダムス大予言』に登場。十二使徒のひとりの妖怪。体を無数のネズミの群れに分裂させることができる。
そろばんぼうず
『ノストラダムス大予言』に登場。十二使徒のひとりの妖怪。
雷獣
『ノストラダムス大予言』に登場。十二使徒のひとりの妖怪。風雨や雷を操る妖怪。
家獣
『ノストラダムス大予言』に登場。基本的には松下版と変わらないが、十二使徒かどうかは不明。
倉ぼっこ
『ノストラダムス大予言』に登場。十二使徒かどうかは不明。巨体を持ち、仲間たちを口の中に入れて空を飛ぶ。
シーレン
『ノストラダムス大予言』に登場。3000年前に人間界制服を目論み、モーセに封印された邪神。額に目を持つ7つの首を持つドラゴンの姿をしている。死神伯爵により復活し、「地獄の王」を作り出し人類滅亡を目論む。魔界全てを揺るがし、その余波だけで関東・東海地方全域に壊滅的被害を与える巨大地震を起こすほどの強さを有する。
1999年のグランドクロスにより覚醒を果たして数百倍に強化（シーレン本人の談）され、悪魔くんたちを滅ぼそうとするも、棺を奪還した悪魔くんと使徒により永遠に封印された。
死神伯爵
『ノストラダムス大予言』に登場。十六世紀フランスにいたユダヤ人で、世界の歴史を陰で操ったとされる謎の秘密結社「地獄の王」を作ったと言われる。三千年前に邪神シーレンと契約を結びユダヤの三種の神器を独占しようとしてモーゼに追放されたユダ一族の末裔で、カバラの呪文によりシーレンを復活させて下僕となり、再び三種の神器を集めて世界を支配しようとしたことで真吾たちと敵対する。その後、シーレンの力で二十世紀のドイツへ行き、アドルフ・ヒトラーを奴隷のように扱き使って陰から操り計画を進めるが、彼がユダヤ人と知ったヒトラーの裏切りにより殺害される。ゲゲゲの鬼太郎などに登場する死神のような顔をしているが、一応は人間らしく普通の銃弾に撃たれて死亡している。しかし死の直後には口から魂らしきものが抜け出て大きな死神の顔になり、ヒトラーを驚かせていた。
アドルフ・ヒトラー
『ノストラダムス大予言』に登場。水木の別作品『劇画ヒットラー』の主人公と瓜二つの姿をしている。
シーレンと死神伯爵の傀儡として第二次世界大戦を起こし、ホロコーストを引き起こして三種の神器を手中に収めようとする。伯爵がユダヤ人だと知ると日頃の恨みもあり彼を射殺、その冷酷な人となりを見込まれて二代目「地獄の王」総帥に着任する。影武者を立てて妻のエバ・ブラウンと共に亡命し、終戦後は第一次中東戦争を引き起こすが、悪魔くんとの空中戦に敗れ、火山島に落ちて焼死した。
プルトン
『ノストラダムス大予言』に登場。「地獄の王」が作り出した人造妖怪で、一つ目のタコのような姿をしている。放射線や生体エネルギーを吸収する習性を有し、空を飛び回り群れで相手を襲う。
ダニエル
『ノストラダムス大予言』に登場。終戦日にエバが産み落としたヒトラーの嫡男で、糸目の少年。最終的には54歳になるはずだが13歳の時から全く老化していない。悪魔くんに並ぶ頭脳とメフィストを超える魔力を有する。
父の死後、三代目「地獄の王」総帥に着任し、ユダヤ系カルト教団「アクエリアス教団」や石油・兵器・原子力を担う財団「ダニエル・コンツェルン」を隠れ蓑に莫大な信者を獲得。世界中のあらゆる権力者に取り入って数多の戦争やテロを巻き起こし、自分たちの信者だけが生き残る「千年王国」建国のためにあらゆる悪事を重ねる。
その正体は伯爵やアドルフ同様にムー大陸の悪人の魂の転生体であり、悪魔くんの千年王国「創造」と対を成す「破壊」の使徒であった。シーレンが敗れた後、悪魔くんに戦いを挑むも敗北し、駿河湾に転落。悪魔くんに救助されたことで改心し、最後の使徒となり罪を償うことを誓う。
アンドリエ
『ノストラダムス大予言』に登場。悪魔くんのクラスの転校生「ミカエル」を名乗って潜入してきた、「宝塚の男役スターのよう」と評される美少女。
その正体は妖怪から人間界を守る悪魔界のプリンセスであり、ダニエルに騙され彼の婚約者にされそうになっていた。ダニエルの本性を知ったことで悪魔くん側に亡命し、「地獄の王」から悪魔くんを庇い重傷を負う。その後、釈迦とイエスにより天界にて治療を受けることとなる。
サタン、ルシファー、ベリアル、ブエル
『ノストラダムス大予言』に登場。「地獄の四大公」と称される魔王。悪魔界に侵攻してきた「地獄の王」に戦いを挑むも、何の相手にもならず敗北する。
お釈迦様、イエス・キリスト
『ノストラダムス大予言』に登場。天界に住まう神仏。悪魔くんたちにダニエルの正体について教え、ミカエルを天界に搬送した。
アイ・ラウァ、ペレ
『ノストラダムス大予言』に登場。ハワイの土着神で、三種の神器の一つ「アロンの杖」に魔力を与える。
ジョン・F・ケネディ
『ノストラダムス大予言』に登場。第35代アメリカ合衆国大統領。終戦日に悪魔くんと知り合い、人類を滅ぼさんとするアクエリアス教団に外交の力で戦いを挑んだが、ダニエルに命令されたリー・ハーヴェイ・オズワルドにより射殺される。

### 「埋れ木真吾」版
悪魔くんの名前は埋れ木真吾。「山田真吾」版の流れを汲む作風で、メフィスト二世、十二使徒らと共に東嶽大帝をはじめとする「黒悪魔」と戦う物語。原作漫画では最終話に初代悪魔くんが登場し、2代目であることが判明する。
『最新版 悪魔くん』
1988年から1990年にかけて『月刊コミックボンボン』（講談社）に連載。テレビアニメの原作にあたる。なお、『最新版 悪魔くん』のタイトルは単行本の書名であり、連載時のタイトルは単に『悪魔くん』である。刊行時に『少年マガジン』版の単行本と差別化を図るために「最新版」を冠したものであり、後に扶桑社文庫で刊行された際には「最新版」なしの『悪魔くん』になり、『水木しげる漫画大全集』では『コミックボンボン版 悪魔くん』として刊行された。
また、過去に同誌で連載されていた『最新版ゲゲゲの鬼太郎』は水木プロ主導の作品であったのに対し、今作は一貫して著書の表記が「水木しげる」のみであり、キャラクターのデザインや作画に作者が深く関わっている。

#### 登場キャラクター（「埋れ木真吾」版）
埋れ木 真吾（うもれぎ しんご）
声 - 三田ゆう子
小学5年生の少年。悪魔やオカルトに造詣が深いために友人から「悪魔くん」と呼ばれている。父・茂は売れない漫画家。ファウストによると埋れ木真吾こそが「一万年に一人現れ、世界を天国のような場所にすることができる救世主（メシア）」とされる。「悪魔くん」とは救世主の称号でもあるため、東嶽大帝を始めとする黒悪魔たちからも「悪魔くん」と呼ばれている。世間的な天才児とはいえず、むしろ学業を疎かにしがちな態度も多かったが、救世主として誰もが幸せに暮らせる世界を作るという強い使命感を持ち、使徒たちからの信頼も厚い。敵に対しても最初は説得を試み、事情があったり反省を示せば悪事を働いた相手でも許すなど、上に立つ者としての器量に優れており、また、幾多の危機を自力で乗り越えることも多く、一般的な小学5年生の少年とは比較にならない精神力の持ち主として描かれている。漫画版では幼稚園に入るまでに博士課程を1ダースほど修了した神童と設定されており、最初は天才を自認する自信家な面もあった。
外見は松下一郎と山田真吾を折衷させたような感じで、松下一郎のタマネギ頭と山田真吾の丸い目や巻いた前髪を受け継いでいる。服装は、赤いTシャツを着て、薄茶色の半ズボンに、赤と白のボーダーのソックスを履いている。アイテムはソロモンの笛の他、魔界のタロットカードや唐草模様のマントを所持。
ファウスト博士
声 - 永井一郎
世界を平和にするために善なる悪魔・白悪魔を養育する「見えない学校」の校長先生。埋れ木真吾を救世主として見出し「見えない学校」に招き入れ、悪魔の召喚方法とソロモンの笛を与えた。
真吾の予備知識では「ファウストは悪魔に殺された」とされていたが、それは校長の父である初代ファウストで、アニメ版ではサタンと刺し違えたとなっている。基本的には悪魔くんや十二使徒たちのサポート役に徹しているが、自身の実力もかなりのもの。
漫画版では、シャレコウベ男爵という友人がいる。ファミコン版では、真吾にパスワードやレベルアップに必要な経験値などを教える役割で登場する。
漫画版では最終決戦で初代悪魔くんを呼び覚ますため力尽き亡くなったが、アニメではエピローグでも健在で十二使徒に続く白悪魔育成に奮闘している。歯痛殿下、カルマ、バラモンなど、過去に戦った黒悪魔たちも更生させて指導している模様。
メフィスト
声 - 亀井三郎
十二使徒であるメフィスト二世の父親。息子からは「親父」と呼ばれている。悪魔界のスーパースターと呼ばれる凄腕の悪魔だが、現在は腰痛のために隠居生活中で、用事の際は息子に代役を頼んでいる。ただしアニメ第7話などメフィスト二世に頼まれたり彼が動けなかったりする時には自ら出動することもある。外見は山田真吾版のメフィストと全く同じだが、息子や妻のピンチを助けるために奮戦するなど、頼れる保護者的な性格になっている。カブトムシ型の愛車、魔動カーを駆ってくることもある。EDにも登場している。アニメ版では終盤近くに味方についたベルゼブブと仲良くしていた。
漫画版では妻の血縁にあたる少女ミコもかわいがっていた。また、東嶽大帝の打倒後に真吾と契約を結び、世界平和の活動に協力する。ファミコン版では仲間にはならないが、研究所で魔法の開発をサポートする役割で登場している。
東嶽大帝（とうがくたいてい）
声 - 亀井三郎
埋れ木真吾版『悪魔くん』の最終ボス。アニメ版では中国の霊峰「東嶽」で神々につかえていたが、慢心して世界支配の野望を抱いたことにより封印された黒悪魔という設定で、時を経て超悪魔として復活。中国・東嶽廟の地下の魔空間に本拠地を持ち、クエレブレ、ルキフェル、バラモン、リリスなどの幹部クラスを筆頭に9900万の部下を率いて天上界、地獄界、妖精界、悪魔界、人間界の征服を目論んでいる。「見えない学校」に乗って魔空間の本拠地へやってきた真吾たちとの最終決戦では、その圧倒的な魔力で真吾や十二使徒を蹴散らし、全員の生命力を吸収してとどめを刺そうとしたが、彼らが最後の力を振り絞って発動した「究極の六芒星」に吸い込まれ、分解されて光の粒子になり消滅した。
漫画版では一万年前の初代悪魔くんの召使であったムラーゴが正体で、一万年前の「全てが一つだった時代」を再建しようとしていたという設定になっている。
ファミコン版ではムー大陸を支配していた暗黒神という設定で、かつて太陽神に封印されたが、真吾とサタンの戦いに乗じて復活。真吾に敗れて弱ったサタンにとどめを刺し、一度は真吾も倒して世界を壊滅状態にする。ムー大陸の奥地で真吾たちと再戦し、一度倒してもゾンビとなって復活するが、その状態でとどめを刺されてムー大陸ごと再び沈められ、完全に滅ぼされた。

#### 十二使徒
悪魔くんの仲間である十二組の白悪魔たち。ファウスト博士によると「悪魔の中でも人間に近い心の持ち主」とされる。人間には好意的で、人間と悪魔が仲良く暮らせる世界を築くことを目標にしており、サシペレレや幽子のように、人間界で人間に混じって暮らしている者もいる。「第○使徒」の数字は全員揃った後に運命数から決められたもので、能力の優劣や使徒に加わった順とは無関係である。百目とメフィスト二世以外の使徒たちは「見えない学校」にいるので、有事の際には真吾が呪文を唱えて魔法陣から呼び出している。
漫画版では魔法陣を使ったのはメフィスト二世の初登場シーンだけで、それ以外の使徒たちは基本的に「見えない学校」から直接出動している。真吾がソロモンの笛に付いているソロモン玉を使って呼び出すこともあるが、これで呼び出されると使徒の消耗が激しいためか、あまり使われなかった。東嶽大帝打倒後は魔界に帰って勉強しているとメフィスト（1世）が語っている。
漫画版・アニメ版の個々に初登場話の記述がない者は第1話から登場している。
メフィスト二世
声 - 古川登志夫
第一使徒。悪魔の少年であり、シルクハットにマント、ステッキと、父親であるメフィストと同じ格好をしている。ラーメンが大好物で、食べているシーンが多く見られる。アニメでは最初に呼び出したメフィストが腰痛で戦えないため、代理として呼ばれて十二使徒となる。
最初は真吾から頼まれても非協力的な態度を取ることが多いが、遠くから見ていてピンチになると助けに来るなど根は面倒見が良い。また、助けを求めてきた相手に快く応じたり、アニメ第14話で真吾が壺に吸い込まれた際には涙を流して敵討ちに行こうとするなど、熱血漢なところもある。真吾の親友となって頻繁に家に遊びに来るようになり、彼の妹のエツ子から一目惚れされて手作りの料理をよく振舞われている。
アニメ第21話では盆踊りでエツ子と踊りたがっていたと冷やかされて赤面するなど、彼の方も満更ではなく思っていた模様。
十二使徒の中でも魔力に優れ、様々な魔法を使いこなす。得意技は雷の魔法で、ステッキから放つ「稲妻電撃」と、一本角から放つ「角電撃」を使う。「角電撃」の方が強力だが、使用すると角が痛む副作用があるため多用はできない。また、亡者をあの世に送り返す力を持つ「死出のメロディ」をシルクハットから放つこともある。この他、「冷凍冬眠」（アニメ第2話）、「角砂糖コロリン」（アニメ第3話）など状況に応じて多彩な魔法を使う。ただし基本的に力押しのため搦め手に弱く、アニメ第29話でクモ仙人にクモにされるなど、術を使う相手にはやられることも多い。また、プライドが高く直情的な性格が災いして、ガハハ三人組やこうもり猫に騙されたこともあり、本人も「騙されやすいのが珠に瑕」と自覚している。
漫画版では真吾がファウスト博士や他の使徒と協力して呼び出した悪魔で、真吾と契約を結んで仲間になる。ファミコン版では雷の魔法とシルクハットの斬撃に特化しているが、高い攻撃力を持つ。
ユルグ
声 - 小林通孝
第二使徒。アフリカ出身。アニメでは第8話初登場。蓑を着た青い狐の妖怪で、半分眠っているかのようなぼんやりとした表情が特徴的。狐火を操っての直接攻撃やかく乱を得意とする。狐火を発動するときは「コーンエッサムコーン」と呪文を唱える。狐火には魔力を遮断、相殺する効果もあり、アニメ第12話で魔火に変えられた黒小人を戻したり、ベルゼブブが持つ占い杖の予知能力を封じたりした。序盤は非協力的な面が見られたものの、いざというときの仁義には厚い。寡黙でクールな性格だが、時折ユーモラスな一面ものぞかせる。
物語序盤から中盤までは敵キャラクターの猛攻に対しても呑気な対応が目立ったが、終盤での厳しい戦いにはシリアスな態度が見られるようになった。
ヨナルデパズトーリ
声 - 田の中勇
第三使徒。略称「ヨナルデ」。メキシコ出身。大きな目に毛むくじゃらの姿をした怪物で、魔界事典を携え様々な知識に長けており、真吾たちからは「学者」と呼ばれる。「〜である」「〜だわさ」が口癖。使徒の中では解説役担当。ファウスト博士の一番弟子でもあり、博士や真吾が不在の際は十二使徒のまとめ役になることも多い。ファミコン版では味方の攻撃力を高めたり敵の弱点を見破ったりする魔法を使う。
『ゲゲゲの鬼太郎』では1980年代『最新版』とアニメ第4、5作に鬼太郎と敵対する立場として同名の妖怪が登場している。どちらも声優は田の中勇が担当している（『鬼太郎』では第5作のみ）。
幽子（ゆうこ）
声 - 西原久美子
第四使徒。日本出身。赤いおかっぱ髪に黄色い服にサロペットスカート姿の小柄の少女。外見はほとんど人間のため、真吾の友達として貧太たちとも親しくなっている。豆ユーレイといわれる小型の幽霊の群れを使役する他、「照魔鏡（しょうまきょう）」という敵の魔力を反射・吸収することができるアイテムを使いこなす。また、霊感が非常に強く、他の使徒が気付かないような微かな霊気も察知することができる。メフィスト二世とは逆に特殊能力を使う相手に強く、歯痛殿下や透明魔人などの術使いとの戦いでよく活躍している。同じ子供悪魔のため百目と仲が良く、一緒に行動することが多い。また、百目と鳥乙女から、ちゃん付けで呼ばれている。メフィスト二世に好意を抱いている。
少々怖がりで恥ずかしがりやな性格だが、いざというときは逃げ出したりせず勇敢に戦う。また、戦闘能力は高く、アニメ第25話で花火幽霊に取り憑かれて真吾たちの敵に回った際には、照魔鏡でメフィスト二世の魔力を反射して圧倒した。劇場版では他の使徒たちがサタンに圧倒される中、一度は照魔鏡に封じ込めることに成功した。
漫画版では真吾に好意を持っており、モスに対して「悪魔くんに手を出したら許さないわよ」と凄んだり、ミコと一緒にいる真吾に詰め寄ったりと、かなり積極的で強気な性格である。また、モスとの戦いで敵に叩かれたり噛み砕かれて餅状になっても死なないなど、強靭な生命力を持つ。ファミコン版では冷気の魔法も使う。『ゲゲゲの鬼太郎 第3作地獄編』に登場する同名の少女とは別人。
豆ユーレイ
声 - 片石千春ほか
幽子に仕えている12体の小型の幽霊で、普段は幽子の髪の中に隠れている。ヨーデルのような節の付いた甲高い声で喋り、「〜ユーレイヒー」が口癖。
戦闘能力はほとんどないが、数を活かしての探索や偵察でよく役に立っている。また、人間の洗脳を解く能力があり、アニメ第7話で百目ゾンビ（月人）に連れ去られた子供たちや、アニメ第25話で花火幽霊に憑依された子供たちを正気に戻していた。見えない学校では白悪魔として幽子たちと授業を受けており、小さい机も用意されている。性別に関してはアニメ第21話で女子トイレから出てくるシーンがあるため全員女性である模様。
ピクシー
声 - 西原久美子（赤ピクシー）、川島千代子（青ピクシー）
第五使徒。漫画版では第4話でヨンノと入れ替わりで、アニメでは第2話初登場。手乗りサイズの鬼の姿で、赤ピクシーと青ピクシーの双子。薬草の調合に長け、戦闘では回復役に回る。この他、小さな棍棒を武器としている（調合時の乳棒も兼ねる）。ダジャレが趣味。ファミコン版でも体力や状態異常を回復する魔法を使う。
赤ピクシーは薄紫色の髪に黒色のパンツを履いて、一本角が生えており、紫の瞳をしている。
青ピクシーは黄色の髪にオレンジ色のパンツを履いて、二本角が生えており、紫の瞳をしている。
百目（ひゃくめ）
声 - 室井深雪→深雪さなえ
第六使徒。日本出身。大昔に滅びた百目一族の最後の生き残りとされているが、滅亡の経緯や彼だけが生き残った理由は不明。他の水木作品同様に目玉を飛ばせる他、目から閃光を放ったり人間に催眠術をかけ、魅了や記憶操作などもできる。最初に現れた使徒で、「悪魔くん」と呼ばれる少年を探していたところで真吾と出会い、彼を見えない学校に案内した。埋れ木家では家族として扱われており、真吾にとっては弟分である。その後、真吾の許可を貰って人間界の学校にも通っている。
使徒の中では年少で、マスコット的な立場。語尾に「〜もん」とつける。まだ幼いため、黒悪魔との戦いではあまり活躍はなく、親に会いたい気持ちを敵に付け込まれるなどして真吾たちの足を引っ張ることもあったが、子供ゆえの純真さ健気さが相手の勇気を引き出したり改心させたりすることもある。
山田真吾版の百目の子供が原型だが、本作品の百目は見た目が緑色の犬のぬいぐるみのようで、体中目玉だらけのキャラクターデザインは一見グロテスクともとれそうだが、かわいらしく親しみやすいデフォルメが成されている。性格も人懐っこい。第25話の回想シーンで両親が登場。生前は父は水色、母はピンク色の体色をしており、百目と似ている。
妖虎（ようこ）
声 - 丸山詠二
第七使徒。中国出身。普段の姿は温厚な人間の老人だが、戦闘時や激昂した際には「風虎」と呼ばれる獅子の姿に変身をする。老人の方が本来の姿のようで、敵に倒されると元に戻ってしまう。体内に蓄えたアルコールを燃やして口から吐き出す火炎放射が武器。戦闘では同じ炎使いのユルグと一緒に戦うことが多い。
アニメでは第5話初登場。無類の酒好きで、初登場時は悪魔くんへの協力よりも、自身の目的である究極の酒探しを優先する始末。アニメ第9話で目的を終え再登場し、僧魚がいる池に流し退治した。「校内では禁酒禁煙」の校則は真面目に守っている。ファミコン版では逆に水の魔法を使う。幽子からは「おじいちゃん」と呼ばれている。漫画版では人ガマと入れ替わりで登場。
家獣バウー（かじゅうバウー）
声 - 平野正人
第八使徒。出身地不明。多数の窓がある巨大な球体に一対ずつの手足と多数の枝が生えた、パイナップルのような外見の怪物。全身の窓を使って光のエネルギーを吸収・放出できる。体は伸縮自在で空中や水中も自由に移動でき、巨大な体内に他者が入ることができることを活かして、悪魔くん一行の遠出への移動手段としても活躍。アニメ版ではしゃべることができないらしく「バウー」という叫び声しかあげていない。表情も無いので何を考えているのか分かりづらいが、仲間のために体を張って戦うなど、勇敢で献身的な振る舞いがよく見受けられる。
漫画版では数少ないが言葉を話すシーンもあり、メフィスト二世曰く「人一倍おしゃれ」で、ボディを傷付けた敵に怒りの反撃を食らわせたこともある。元は『悪魔くん復活 千年王国』で登場した十二使徒。デザインは松下版（世紀末大戦）と同じ。
象人（ぞうじん）
声 - 西尾徳
第九使徒。インド出身で象顔の巨人の姿をした悪魔。その姿はヒンドゥー教の神であるガネーシャに似ている（企画書の時点ではガネーシャそのものという設定だった）。大食らいで怪力が自慢。体重が非常に重く、歩くだけで大地震が起きてしまうため、普段は念力で空中に浮いて移動する。戦闘では同じく巨体で怪力自慢の家獣と組んで戦うことが多い。「〜だゾウ」が口癖。
アニメ版では第3話初登場。元々は人間に迷惑をかけていた悪魔で、長年にわたり壺の中に封印されていたが、壺を開けたキリヒトの父に憑依して来日し、歯痛殿下との戦いを通じて真吾と知り合い、十二使徒に加わった。ファミコン版でも地震を操る魔法を使う。
鳥乙女ナスカ（とりおとめナスカ）
声 - 片石千春
第十使徒。真吾たちからは「鳥乙女」と呼ばれている。その名の通り鳥の羽が生えた美少女で、髪の色は緑。白い鳥の姿に変身したり、鳥と心を通わせることができる他、戦闘のときは「ピンクハリケーン」「ピンクタイフーン」で強風を起こして攻撃する。使命感が強い真面目な性格だが、アニメ第21話でメフィスト二世やこうもり猫と盆踊りに行くなど羽目を外して遊ぶこともある。ペルーのナスカ高原で生まれ育ったが、実はイースター島の鳥人悪魔族の母と人間の父との間に生まれたハーフであったことがアニメ第26話で明らかになった。その際にナスカの地上絵に込められた母の思いを知り、鳥人悪魔族としてのさらなる力に目覚め、ルキフェル四天王のグラシアラボラスを一人で倒せるほどの強さを得た。こうもり猫との絡みが非常に多く、だらしの無い態度を見せる彼にはしょっちゅう憎まれ口を叩きながらも、姉さん女房的な面倒見の良さも見せる。幽子、百目のことは、ちゃん付けで呼んでいる。漫画版では第6話で鳥人と入れ替わりで初登場。強風攻撃の他、モアイを召喚する術も使用。イースター島のマケマケ神の化身である鳥人伝説と、南米アンデスの鳥人伝説をモチーフにしている。
サシペレレ
声 - 江森浩子
第十一使徒。浅黒い肌の少年型悪魔。常にパイプを咥えており、これを手放すと幼児化してしまう弱点がある。ブラジル出身でサッカーが趣味。見た目はほぼ人間のため、人間として人間界で暮らしているようで、地元ブラジルでは少年サッカーチームに所属している。脚力が強く、竜巻シュートという技で大風を起こせるほか、何にでも化けられる魔法が使える。アニメ版では第9話初登場で、最後に現れた使徒。初登場時はブラジルから日本にやってくる途中、僧魚にパイプを奪われた後洗脳され、サッカーによる竜巻シュートでメフィスト二世や百目を苦しめるが、妖虎が見つけた究極の酒で僧魚が退治されたため、パイプを取り返してもらって元に戻った。戦闘では同じ風使いの鳥乙女と組んで大竜巻を起こすことが多い。アニメ第15話では彼女と共にブリザードを起こした。真吾に変身してトラブルに巻き込まれたり、ゴモリーとの戦いで鳥乙女のために囮になるなど、仲間の身代りになって苦労することが多い。
漫画版では目玉椰子という親戚がおり、トン・フーチンとの戦いで救援に呼んでいた。ファミコン版では炎と混乱の魔法を使う。なお初登場時は一本足だったが、後に二本足に改められた。アニメ版では初登場時から二本足で、走る時は両足を揃えて飛び跳ねる。
こうもり猫
声 - 難波圭一
第十二使徒。ヨーロッパ出身。その名の通り、コウモリの羽の生えた猫型悪魔。ゲゲゲの鬼太郎に同名の妖怪が登場している。おだて癖のあるお調子者で江戸っ子口調で喋る。ファウスト博士から白悪魔として見えない学校に招聘されるが、元は黒魔女ヘドラに仕える小悪党であり、仲間を裏切ろうとすることもしばしば。特に最初は真吾に従うことを嫌がっており、メフィスト二世や化けガラスを騙して真吾を襲わせたりしていた。一方で本当に気の毒な相手には心から同情して手助けするなど情に篤い面もあり、ストーリーが進むにつれ仲間との絆を深めていった。特に鳥乙女とは夫婦漫才的なやりとりが多く見られる。自分より手強い敵には逃げ腰な態度が目立つが、彼女の危機には男気を見せるといった面も。
使徒たちの中では魔力が弱い方らしく、アニメ版ではコウモリを呼び出して敵を軽く妨害するくらいしか術を見せていないが、知恵が回り空を飛べる機動力もあるので、偵察や裏工作などで活躍することもある。
ファミコン版では味方を加速したり金を盗んだりする魔法を使う。また、人情家という設定を反映して戦闘に自動的に駆けつける頻度が他の使徒よりも高くなっている。
初期に登場した使徒
漫画版の最初の数話に登場したが、途中からアニメ版の使徒（ピクシー、妖虎、鳥乙女ナスカ）と入れ替わりで登場しなくなった使徒たち。名前と出身国は連載誌の特集記事で紹介されている。運命数は不明。また、鳥人のみアニメでゲスト出演している。
また企画書の時点ではキリヒトは中近東出身の第六使徒とされていた。
人ガマ
丸い体の蛙のような悪魔。中盤まで登場していた。トン・フーチン編の後半で妖虎と入れ替わり、以後は登場しなくなった。中国出身。
企画書の時点では第七使徒。殷の時代から生きるガマで黄帝とも親しいとされた。
鳥人（ちょうじん）
鳥のような姿の悪魔。第4話まで登場。第6話で鳥乙女と入れ替わりで登場しなくなった。チリ出身。アニメ26話では鳥人をかたどった石のレリーフが登場。
企画書の時点では第八使徒。イースター島のマケマケ神の化身とされモアイを動かす。
ヨンノ
ウサギのような耳と大きな頭を持つ悪魔。第3話まで登場。第4話でピクシーと入れ替わりで登場しなくなった。朝鮮出身。
企画書の時点では第五使徒。天から降ってくる朝鮮の聖獣で悪い人間を食べるとされる。

#### 人間・悪魔など
下記以外にも、水木しげるの妖怪画の山魈やゴモラーに酷似した名称不明の悪魔が東嶽大帝の部下として登場している。アニメ版は「登場悪魔（アニメ）」を参照。
埋れ木茂
声 - 平野正人
真吾の父親。メガネをかけている。血液型O型（アニメ第17話より）。職業は漫画家で、あまり売れていなかったが、アニメ第17話で新人賞を受賞していることから才能はそれなりにある。妻のコハルには頭が上がらない恐妻家。アニメ第36話でゴモリーの魔力で蛙に変えられた際、松下一郎版の蛙男そっくりになったことがある。
埋れ木コハル
声 - 川島千代子
真吾の母。気が強く夫の茂を尻に敷いている。息子の悪魔趣味に頭を悩ませていることも多いが、真吾が本物の悪魔の百目を連れて帰ってきても普通に対応するなど、ある程度は理解もある。
埋れ木エツ子
声 - 柳沢三千代
真吾の妹。メガネをかけている。母親に似て気が強い。メフィスト二世に一目惚れしており、よく手作りの料理を振舞う。二世からは「エッちゃん」と呼ばれている。アニメ第20話で幽子と会った際には、彼女とメフィスト二世との関係を勘ぐって百目を問い詰めていた。
貧太
声 - 高木優佳
埋れ木真吾の友人で、メガネをかけている。山田真吾版の貧太とほぼ同じ外見・スタンスのキャラクターで、アニメ版の同級生では唯一初めから真吾の悪魔研究に協力する。真吾に「悪魔くん」とニックネームをつけたのも彼である。努力家でサッカーが得意。
情報屋
声 - 頓宮恭子
埋れ木真吾の友人。本名は不明。山田真吾版の情報屋とほぼ同じ外見・スタンスのキャラクター。常に特ダネを探しているカメラ小僧で、自分が撮った写真が週刊誌に載って有名になるのを夢見ている。真吾の秘密を探ろうとしてつきまとっていたが、このような性格のため最初は真吾からあまり信用されておらず、終盤まで真吾が「悪魔くん」として戦っていることを知らされていなかった。ただし、真吾の秘密を知ってからは自分から協力を申し出たり、東嶽大帝との最終決戦に行った真吾の勝利を信じて疑わないなど、友情に篤いところも見せている。
漫画版では貧太とともに最初から悪魔研究に協力しており、しばしば悪魔退治にもつきあっている。
キリヒト
声 - 草尾毅
埋れ木真吾の友人。松下一郎版のキリヒトとは異なり裏表のない善人キャラクター。実家は教会で信心深く、何かあるとすぐに神に祈る。
先生
声 - 中友子
真吾のクラスの担任の女性教師。メガネをかけている。アニメでは第5話初登場。カルマから買った酒に酔っていた。漫画版・アニメ版とで容姿が異なる。
火事くん
埋もれ木家に茂のアシスタントとして来た、漫画家志望の大柄な青年。よく「ああー」と言う。元はある山村に住んでいたが、本人の意思とは無関係に行く先々で原因不明の火事が起きていたために村を追い出されてしまった。実は半妖怪の血が流れる特異体質の持ち主で、そのせいで村の山に棲んでいた黒悪魔フォービに目を付けられ、火の魔力「火気」を身に帯びさせられていた。真吾たちとともにフォービと戦い、前述の特異体質を利用した真吾の「形態催眠」によって巨人の姿になり、フォービを倒した。その後は「火気」に悩まされることもなくなり、村に帰って漫画家として成功した。
シャレコウベ男爵
ファウスト博士の友人。ゲゲゲの鬼太郎などに登場する死神のような顔をしている。長年にわたって黒悪魔と戦ってきたが、自分の命が残り僅かなことを悟って真吾を招き、対黒悪魔の切り札として開発した「魔壊砲」を託す。
サマリン
メフィストの妻で二世の母である魔女。長く行方不明だったが、実は東嶽大帝に捕らわれていた。東嶽大帝の打倒後はメフィスト家に戻り、メフィストも持病の腰痛が治って元気になった。
ミコ
サマリンの血筋を引く少女で、奥軽井沢に伝わる日本独自の魔法「魔天道」を守る。終盤に真吾たちの仲間になる。髪型はポニーテールで巫女の衣装を着ている。家族は登場していないが、メフィストをおじさまと呼んで親しくしていた。真吾ともすぐ仲良くなるが、そのために幽子からライバル視されて困っていた。東嶽大帝の打倒後も、メフィストと共に真吾の世界平和の活動に協力している。
初代悪魔くん
一万年前に救世主として世界に君臨したとされる、真吾の先代の「悪魔くん」。その霊魂が見えない学校の生命玉に宿っており、東嶽大帝との決戦で危機に陥った真吾を救うためにファウスト博士が自分の命と引き換えに一時的に復活させた。かつての召使であったムラーゴ（東嶽大帝）を石像の姿に戻し、彼の暴虐を詫びるとともに、真吾に救世主としての心構えを説いて消えていった。姿は縄文時代風の衣装を着た少年だが、目が三つある。
不吉虫
漫画第4話登場。巨大な芋虫の姿をした妖虫。鉄の体を持ち、鉄を食って限りなく成長する。家庭のフライパンや自動車、さらには電車や線路などの鉄部分も食い荒らして社会を混乱させた。体は非常に丈夫で、メフィスト二世の攻撃やガソリンの炎も通用しなかったが、鉄を錆びさせる塩水には弱く、海水を浴びせられて骨になり退治された。
目玉椰子
東嶽大帝の部下トン・フーチンにソロモンの笛とメフィスト二世を奪われるという危機を切り抜けるためにサシペレレが呼び寄せた悪魔。姿は巨大な椰子の木のようで、実の部分が目玉に、根が足になっており歩き回ることもできる。サシペレレの親類なので黒悪魔ではないようだが、目玉を落として人に食いつかせ、やがて目玉椰子に変えてしまうという恐ろしい能力を持つ。手違いがあって一時は真吾やファウスト博士に食いついたが、最後にはトン・フーチンに食いついて椰子の木に変えた。
フォービ
巨大な馬の体に七本の竜の首を持ち、火を操る魔物。とある小さな村の山の上に棲んでおり、その村の一人の青年に自分の魔力「火気」をまとわせて、彼の行く先で火事を起こさせていた。村を追われた青年は、埋れ木茂のアシスタントになったことで真吾と知り合い、彼についた「火気」をメフィスト二世が見つけたことから背後にいる魔物の存在に気付き、退治に来た真吾たちの攻撃をバリアで無効化したが、半妖怪の血が流れていてフォービと似た体質を持つ青年にはバリアが効かず、真吾の形態催眠で巨人化した青年との格闘に敗れて退治された。
バーゲスト
「犬の王者」を自称する魔界の妖犬。犬にしか読めない「においで書かれた本」を使って野良犬に自分を召喚させ、犬たちを率いて地上を犬の楽園にしようとした。目から石化光線を出し、人間を石化してしまう。真吾たちとの戦いでは、メフィスト二世や家獣などを石化させたが、真吾が作った魔法陣に捕まった後、こうもり猫に挑発され逆上して魂の姿で食いつこうとしたところを壺に入れられ、地の底深くに封印された。
ヴイイ
地底二千メートルにあるという地下世界の住人で、巨大な一つ目を持つ。地上の子供たちを地下世界へ連れてきて、「妖気機関車」を掘り出すために強制労働させていた。真吾たちとの戦いで妖気機関車を動かしかけたが、メフィスト二世の電撃で妖気機関車ごと生き埋めとなり、機関車の内部に取り残されていたヨナルデを引き渡して逃げて行った。
鼻モグラ
ヴイイが従えている、地下世界の生物。毛の生えた丸い玉が連なったような体をしている。象のような鼻を持っていて、そこから吐き出す蒸気は人間を老化させてしまう。中に人を乗せて移動することもでき、ヴイイが呼び寄せた子供を地下世界へ連れて行った。メフィスト二世に吸い付いて苦しめたが、ヨナルデが培養した「妖怪かび」を浴びて分解されてしまった。
妖気機関車
東嶽大帝が人間界を滅ぼすために二千年前に作ったという機関車。千人の子供の魂を燃料に動き、人間を百年も老化させる強力なガスを蒸気として吐き出すという。メフィスト老も「あれが動き出せば人間界は終わり」と恐れるほどの強力な兵器。二千年にわたって地下世界に封印されていたが、ヴイイが掘り出そうとしていた。
水魔
液状の体を持ち、中に入った者を溶かしてしまう魔物。ファウスト博士の友人のシャレコウベ男爵や真吾を抹殺するための刺客として東嶽大帝に遣わされたが、シャレコウベ男爵が黒悪魔を退治するための秘密兵器として開発した「魔壊砲」の攻撃を受けて消滅した。なお、その後の物語中で「魔壊砲」が使われることはなかった。
エルフ
地底に棲む毛むくじゃらの魔物。地底人の国を侵略し、多くの地底人を捕食していた。さらに巨大なボスが地底人の女王の娘を自分の妻にしようと狙っており、真吾の助けを求めてきた彼女を追って地上に現れる。真吾たちとの戦いでは、口から超音波を放って土を操り、さらにエルフのボスが子分を吸収、巨大化して暴れたが、真吾の策により弱点である太陽光線を浴びせられて退治された。
どくろのトミー
東嶽大帝の部下で、長い髪が生えた骸骨の魔物。過去に魔女サマリンを狙って求婚したが断られており、時を経て今度は彼女が日本に伝えた魔法「魔天道」を狙い、奥軽井沢へ現れる。「魔天道」を守る少女ミコや真吾たちと戦い、「魔天道」の力を吸収して巨大な姿になったが、幽子の照魔鏡を口から突っ込まれて魔力を奪われ、元の姿に戻って逃げて行った。
魔王子
東嶽大帝が泥に力を吹き込んで作り出した少年姿の魔物。登場時は真吾と瓜二つの姿で見えない学校に入り込み、隙を突いてソロモンの笛とマントを奪ってしまう。さらに十二使徒全員とファウスト博士を石化させて見えない学校を乗っ取り、人間界に見えない学校を発進させて侵略した。そして、たった一人で立ち向かう真吾を見えない学校を操って倒そうとしたが、自らの意思で真吾に味方した見えない学校の逆襲に遭い、海水を浴びせられて泥の体が溶け退治され、十二使徒全員とファウスト博士の石化が解けた。
ギリゴリ
東嶽大帝が、自分を邪魔する大地の精霊ジュジュガシラを始末するために送った魔物。丸鋸のような姿をしており、刃の部分を回転させて相手を切り裂く。ジュジュガシラに招かれた真吾たちと対戦し、ヒゲの生えたボスが子分を吸収、巨大化して真吾たちを追いつめるが、ジュジュガシラが放った「悪の霊力を消し去る花粉」を浴びて力を失い、家獣の攻撃で倒された。

## テレビドラマ
いずれも東映によって制作された。
実現しなかった企画として、日本テレビでも2008年4月から火曜日22時からの枠での連続ドラマ化を検討したことが報じられた。『週刊文春』の記事によれば、日本テレビは取材拒否したが、水木プロダクションは半年前に番組制作会社からドラマ化の打診を受けたこと、大泉洋と蒼井優の所属事務所も出演オファーがあったことを認めた。

### NETテレビ版
1966年10月から1967年3月までNETにて放送された。

### 月曜ドラマランド版
前年の『ゲゲゲの鬼太郎』に引き続き、1986年9月15日に月曜ドラマランド枠で放送された。浦沢義雄が脚本を手がけている。フィルムで製作された『ゲゲゲの鬼太郎』と異なり、VTRで撮影された。映像ソフト化は行われていない。本作で企画を手掛ける東映の平山亨が英語教師役、フジテレビの前田和也がとある放送部のプロデューサー役、本作の劇伴担当である本間勇輔が音楽の本間先生役で出演している。また、前田と本間は本作が俳優デビュー作となっている。この他、エンディング主題歌「あじさい橋」の作詞者でもある秋元康、同作曲者の見岳章、同歌唱担当の城之内早苗も出演し、本人役を務めた。また、秋元と見岳は本格俳優初挑戦となる。
真吾の家庭環境が一般的なサラリーマン家庭になるなど現代的なアレンジがなされている。
物語は真吾の姉（ドラマオリジナルキャラ）の学校「キューピー学園」のキューピー像に妖怪ストレス（人間界での生活中にメフィストが溜め込んだストレスが実体化した存在）が憑依して巨大化し、メフィストの魔力で出した温泉でストレスを解消させて倒すなど、脚本の浦沢義雄のカラーが強いものとなった。
キャスト
- 悪魔くん（伊藤 真吾） - 玉木潤
- メフィスト - 佐藤B作
- 伊藤 恵造（真吾の父） - 村野武憲
- 伊藤 伸子（真吾の母） - 生田悦子
- 伊藤 恵（真吾の姉） - 相楽ハル子
- 英語教師 - 平山亨
- とある放送部のプロデューサー - 前田和也
- 音楽の本間先生 - 本間勇輔
- 校長 - 由利徹
- 秋元康
- 見岳章
- 城之内早苗
- 水木しげる
- 楳図かずお

スタッフ
- 原作：水木しげる
- 企画：前田和也（フジテレビ）、平山亨
- プロデューサー：植田泰治、西村政行
- 脚本：うらさわよしお
- 演出：大井利夫
- 音楽：本間勇輔
- アクション監督：岡田勝（大野剣友会）
- 造型：レインボー造型企画
- 製作：東映東京撮影所

#### 主題歌（月曜ドラマ）
エンディングテーマ - 「あじさい橋」
作詞 - 秋元康 / 作曲・編曲 - 見岳章 / 歌 - 城之内早苗

## ビデオ映画
1987年に発売されたオリジナルビデオ『妖怪奇伝ゲゲゲの鬼太郎 魔笛エロイムエッサイム』。鬼太郎との共演が実現した。

## アニメ

### テレビアニメ
東映動画製作で1989年4月から1990年3月までテレビ朝日ほかで全42話が放送された。『千年王国』や『世紀末大戦』、少年マガジン版のキャラクターやエピソードも登場した他、実写版のプロットが流用された話もあった。千年王国版の悪魔ベルゼブブと世紀末大戦（貸本版）の悪魔ロソンがいずれも登場している他、貸本版で名前のみ登場した東方の三賢人も登場している。また、ゲゲゲの鬼太郎や、そのアニメ第2・3作に流用済みのものも含め他の水木作品からの流用エピソードもある。
アニメ版を元にした劇場用映画も2回製作されている。
テレビアニメ放送版は長らく映像ソフト化には至っていなかったが、アニメ生誕20周年という形で2010年3月17日に『悪魔くん コンプリートBOX』が発売された。2022年現在、Blu-ray版はリリースされていない。
原作者・水木しげる没後の2016年からは、東京都調布市が水木の他作品にして代表作でもある「ゲゲゲの鬼太郎」にちなんで水木の命日の11月30日を「ゲゲゲ忌」と名付け、水木の功績を称えるイベントなどを毎年開催。三田ゆう子、古川登志夫ら本作品の主要キャスト・スタッフも参加している。

#### キャスト（テレビアニメ）
- 埋れ木 真吾〈悪魔くん〉（声 - 三田ゆう子）
- 十二使徒
  - 第一使徒・メフィスト2世（声 - 古川登志夫）
  - 第二使徒・ユルグ（声 - 小林通孝）
  - 第三使徒・ヨナルデパズトーリ（声 - 田の中勇）
  - 第四使徒・幽子（声 - 西原久美子）
  - 第五使徒・ピクシー（声 - 西原久美子（赤）、川島千代子（青））
  - 第六使徒・百目（声 - 室井深雪→深雪さなえ[注 30]）
  - 第七使徒・妖虎（声 - 丸山詠二）
  - 第八使徒・家獣（声 - 平野正人）
  - 第九使徒・象人（声 - 西尾徳）
  - 第十使徒・鳥乙女ナスカ（声 - 片石千春）
  - 第十一使徒・サシペレレ（声 - 江森浩子）
  - 第十二使徒・こうもり猫（声 - 難波圭一）
- ファウスト博士、ナレーション（声 - 永井一郎）
- メフィスト老（声 - 亀井三郎）
- 貧太（声 - 高木優佳）
- キリヒト（声 - 草尾毅）
- 情報屋（声 - 頓宮恭子）
- 埋れ木 エツ子（真吾の妹）（声 - 柳沢三千代）
- 埋れ木 茂（真吾の父）（声 - 平野正人）
- 埋れ木 コハル（真吾の母）（声 - 川島千代子）
- 先生（声 - 中友子）

#### スタッフ（テレビアニメ）
- 企画 - 横山和夫（東映動画）、釘丸彰（東映エージエンシー）
- 原作 - 水木しげる
- 音楽 - 青木望
- キャラクターデザイン - 鈴木欽一郎
- 美術デザイン - 椋尾篁
- シリーズディレクター - 佐藤順一
- 製作担当 - 武田寛
- テレビ朝日プロデューサー - 川田方寿
- 特殊効果 - 山本公、牟田努
- 撮影 - 沖野雅英、白井敏雄、沖田英一
- 編集 - 吉川泰弘（タバック）
- 録音 - 立花康夫（タバック）
- 音響効果 - 今野康之（スワラ）
- 選曲 - 佐藤恭野
- 記録 - 柴八千穂
- 演出助手 - 幾原邦彦、小坂春女、南康宏、雄谷将二、宇田鋼之介
- 広報 - 圓尾佳則（テレビ朝日）
- 現像 - 東映化学
- 制作 - テレビ朝日、東映、東映エージエンシー（ノンクレジット）

#### 主題歌（テレビアニメ）
「悪魔くん」
こおろぎ'73、WILD CATSによるオープニングテーマ。作詞は森雪之丞、作曲・編曲はつのごうじ。
「12FRIENDS」
Y.F ZOMBIE COMPANYによるエンディングテーマ。作詞は森雪之丞、作曲は古田喜昭、編曲はつのごうじ。

##### 挿入歌など
下記はサウンドトラックCD「悪魔くん ヒット曲集」に収録されている曲である。
「見えない学校校歌」
24話で使用。
「ボク、百目だモン」
歌 - 百目（深雪さなえ）
25話で使用。百目のテーマ曲。
「ア・ク・マ・デ　スピリット」
本編未使用。
「アディオス・セニョール」
歌 - 鳥乙女ナスカ（片石千春）
26話で使用。鳥乙女ナスカのテーマ曲。
「ヨーデル豆幽霊」
27話で使用。一番は豆ユーレイ、二番はピクシーに関する歌詞になっている。
「悪魔界へおいでよ」
本編未使用。
「嵐の神話」
劇場版第1作のエンディングテーマ。
「OH YES!」
42話で使用。劇場版第2作のエンディングテーマとしても使用された。

#### 登場悪魔（テレビアニメ）
各話に登場する悪魔たち。悪魔の他に、妖怪、妖精なども登場する。
ケルベロス
声 - 田中康郎
第2話登場。最初に現れた黒悪魔。三つの首を持つ地獄の番犬で、「見えない学校」の教えを受けた真吾が最終試験として退治を命じられた。尻尾が弱点とされているが、先が蛇の頭になっている。蛇の尾で真吾に巻き付いて襲おうとしたところを、メフィスト二世の魔力「冷凍冬眠」で凍結されて退治された。
歯痛殿下（はいたでんか）
声 - 二又一成
第3話登場。下僕の歯痛菌を撒き散らして人間を歯痛にさせる黒悪魔。世界中に歯痛を蔓延させた上に、インドでキリヒトの父に憑依した象人まで歯痛にしたことで象人が暴れ、さらに被害が大きくなったが、幽子の照魔鏡によって歯痛の魔力を自分に反射され、苦しみながら退散した。
歯痛菌（はいたきん）
第3話登場。歯痛殿下に操られて人間に取り憑き歯痛にさせていた、骸骨のような姿の悪魔。甘い物が好物で、メフィスト2世の魔力「角砂糖コロリン」で引き寄せられていた。歯痛殿下が退散すると散り散りになって逃げて行った。
化けガラス
声 - 千葉繁
第4話登場。300年を生きて変身能力を得たカラスが、さらに300年かけて得た魔力で黒悪魔となった。巨大なカラスの「化けガラス」と、半人半鳥の「烏人（うじん）」の二つの形態を持つ。ボラボラ島の近くに巣を作り、近くを通りかかった船を襲い、中の人間を捕えていた。好戦的な性格で、こうもり猫にそそのかされて真吾たちを襲う。実力は鳥乙女ナスカをして「一筋縄ではいかない」と言わせるほどで、家獣と鳥乙女ナスカの二人がかりでも苦戦させたが、真吾の策により家獣が吸収・反射させた太陽光を浴びて炎上し降参する。敗北後は反省して元のカラスに戻り、捕えた人間を返して去って行った。初出は1966年のドラマ版。
カルマ
声 - 岸野幸正 / 少女 - 渡辺菜生子
第5話登場。アルコール分を含む気体のような姿で人間に取り憑き、悪酔いさせる黒悪魔。普段は少女の姿に化けており、自分の分身が入った酒瓶を人々に配って、それを開けた人の体内に侵入していたが、少女の姿に影がないことで、メフィスト2世に正体を見抜かれた。気体ゆえに物理的な攻撃が効かず、自在に分裂してメフィスト2世たちを苦しめたが、アルコール分のために燃えやすい弱点を突かれ、家獣の体内で蒸し焼きにされて退治された。
漫画版では、自動車に取りついて「ゴーストカー」と名乗り暴れていた。真吾と十二使徒たちとの戦いでは他の車を吸収して巨大な球体となり真吾たちを襲ったが、真吾が作ったUFOのマークを用いた魔法陣の力で地面に埋め込まれて動けなくなり、本体の姿で抜け出てきたところを捕まり、悪魔封じのビニール袋に入れられた。
ガハハ3人組
声 - 岸野幸正（親分）、掛川裕彦、草尾毅
第6話、8話、9話、33話登場。赤い親分と青と黄色の子分の3人組の小悪魔で「ガハハ、ガハハ、ガハハのハー!」が口癖。3人で合体して南方系の仮面のような姿になる。クエレブレの命令でツタンガーメンやゴーレムを利用して真吾を倒そうとしたが失敗が続いたため、東嶽大帝からの制裁を恐れて逃亡した。
33話で東嶽大帝が白悪魔や過去の失敗者を狩り始めたため狙われる身となり、黒小人やチビコウモリたちと魔界の僻地に身を隠していたが、気球魔人とピラドクロに騙されて利用された後に捕まってしまう。その後、気球魔人をメフィスト二世が倒した後は見えない学校で保護されることになった。
漫画版では東嶽大帝の部下として登場し、最終決戦で真吾を襲っていた。
ツタンガーメン
声 - 堀之紀
第6話登場。ミイラとして現代まで保存されていた、一万年前のエジプトの王。古代魔法界の英雄と呼ばれており、自分の魔法で一万年後に悪魔くんが現れることも予知していた。ガハハ三人組の手で復活し、現世に君臨するため真吾の血液を狙う。しもべのカーを使って作り出したピラミッドの中で真吾を捕えたが、メフィスト2世が放った「死出のメロディ」の力で崩れ去り、棺に吸い込まれた。最新版悪魔くんにも6話と同様の話があり、ツタンガーメンとカーが登場する。
カー
声 - 掛川裕彦
第6話登場。エジプトの魔獣と呼ばれる黒悪魔。人間を固める粘液を吐き、粉々になっても分裂再生する生命力を持つ。ツタンガーメンに操られて遊園地に現れ、人々を固めて巨大ピラミッドに変えてしまった。ピラミッドの中の戦いではメフィスト2世も固めて倒したが、彼が残したシルクハットから放たれた「死出のメロディ」によって、ツタンガーメンとともに冥界へ送り返された。
百目ゾンビ
声 - 佐藤正治
第7話登場。既に滅んだとされる百目一族の大人の姿で、百目は自分の父親と思っていた。「アパラチャノモゲータ」の呪文と共に子供を操る霊波を放ち、情報屋と数人の子供をさらっていた。正体は既に死亡している百目一族の遺体が月人の念力によって動かされていたものだった。7話はマガジン連載「山田真吾」版が元となっている。
月人
声 - 槐柳二
第7話登場。2万年前に月から地球に来た月人最後の生き残り。百目ゾンビを操って妬み心の強い子供たちを集め、その力を燃料にロケットを動かして月へ行こうとした。自身の余命と現世の不穏な空気を察知して最期を月で迎えることが目的で悪意はなかったが、子供たちを巻き添えにした上、百目を悲しませたことに怒った真吾たちの手で子供たちを救出されて失敗する。間もなく寿命が尽きて息を引き取った。
のっぺらぼう
声 - 難波圭一
第8話登場。こうもり猫が十二使徒の候補として集めてきた妖怪の一体。探している十二使徒が「沈黙」に関係するという真吾のタロットの啓示をもとに呼んで来た。口がないことが採用理由だったが、実際には問題なく喋れ、百目から気持ち悪いと言われたことに憤慨して怒鳴り散らしていた。本人曰く魔界では美人で通っているらしい。
火だるま
第8話登場。こうもり猫が十二使徒の候補として集めてきた妖怪の一体。輪入道に酷似した姿をしている。探している十二使徒が「火」に関係するという真吾のタロットの啓示をもとに呼んで来た妖怪で、怒ると体から炎を発する。真吾も一瞬期待したが、すぐに火だるまは燃え尽きて灰になってしまい、復活には1000年かかると聞いて落胆した。
ゴーレム
声 - 戸谷公次
第8話登場。砂でできた巨大な悪魔。アニメ版では、ゴーレムに立ち向かう十二使徒と戦闘になり、自身の攻撃で次々と十二使徒たち（家獣、幽子、象人、百目、鳥乙女）を石化させたが、ユルグの狐火で倒された。
漫画版では最初に戦った黒悪魔で、地下水を浴びた後に富士山の頂上に誘い出され、凍らされて敗れた。
僧魚
声 - 矢田耕司
第9話登場。真吾の学校の裏山の池を根城にしていた半魚人のような姿の黒悪魔。ブラジルから日本にやってくるサシペレレを襲い、パイプを奪った後洗脳し、メフィスト2世や百目を苦しませたが、妖虎が見つけた究極の酒を池に投入されて泥酔し、サシペレレのパイプを返して降参した。
魔火 / 黒小人
声 - 掛川裕彦、佐藤正治、難波圭一、平野正人、松尾銀蔵、山口健、上村典子
第10話 - 12話、33話登場。人魂のような外見をした悪魔。10、11話では肖像画の美少女、12話では黒悪魔マンダラケを操っていた。元は「黒小人」という白悪魔だったが、クエレブレによって魔火に変えられ、東嶽大帝に「悪魔くんを倒してきたら帰してやる」と言われて真吾たちを襲っていた。マンダラケが退治された後、ユルグの炎の力で元の姿に戻り、メフィスト2世に故郷のヨーロッパへ送ってもらった。
33話で東嶽大帝が白悪魔狩りを始めたため狙われる身となり、ガハハ三人組やチビコウモリたちと魔界の僻地に身を隠していたが、気球魔人とピラドクロに捕まってしまう。その後、気球魔人がメフィスト二世に倒された後は、見えない学校で保護されることになった。
肖像画の美少女 / 鬼婆
声 - 山田栄子 / 鬼婆 - 津田延代
第10話、11話登場。魔女狩りの犠牲になった無実の少女の肖像画に宿る魂が実体化した悪魔。人間への恨みを魔火に利用され、真吾たちを幻の館に誘導して罠におびき寄せていた。真吾から無差別な報復をやめるよう諭され怯むが、魔火によって身も心も醜い鬼婆の姿に変えられてしまう。武器の鎖鎌や口から吐き出すヘドロで真吾たちを襲うが、メフィスト2世に敗れて元の肖像画に戻る。その後、非業の死を憐れんだこうもり猫の計らいでサシペレレが変身した恋人の姿と対面したことに満足して昇天し、肖像画はこうもり猫によってヨーロッパの恋人の墓の傍に葬られた。10 - 11話は「山田真吾」版が元となっている。
老紳士
声 - 松尾銀三
第12話登場。魔火が人間のお爺さんに化け、貧太を森の中へ誘導していた。
マンダラケ
声 - 屋良有作
12話登場。大きな一つ目を持つ木の根のような姿をしている黒悪魔。7000年に渡り封印されていたが、老紳士の召喚によって復活した。貧太の願いを叶えるふりをして操り真吾を誘い出して襲ったが、幽子の照魔鏡で魔力を吸収された後、百目の飛ばした目玉で目が見えなくなり降参する。その後、貧太の母親を返して地の底で再び眠りに就いた。12話の物語はドラマ版14話の「妖術師バラモン」を元にバラモンをマンダラケに入れ替えたものである。
油すまし
声 - 山下啓介
第13話、14話登場。はるか昔の悪魔と妖怪との大戦争の後に天の岩戸に封印されていたが、閻魔大王が悪魔くんへの刺客とするために小豆とぎとともに蘇らせた妖怪。妖怪が生きるには悪魔くんの活動が障害になると考え、超怪物なんじゃもんじゃを使って真吾たちを倒そうとした。なんじゃもんじゃの力でメフィスト2世たちを圧倒し、一度死んだ自分たちには水爆や原爆すら通じないと豪語したが、その発言が仇となって黒幕である閻魔大王の存在に気付かれることになる。最後は閻魔大王が真吾の説得を聞いて霊波玉を壊したため、石になり再び封印された。容姿は山田真吾版と同じ。13 - 14話は「山田真吾」版が元となっている。
小豆とぎ
声 - 拡森信吾
13話、14話登場。油すましの相棒で、同じく閻魔大王によって蘇った妖怪。生物を吸い込む壺を持っており、その中に入れられた者は生気を吸い取られて石化してしまう。情報屋を石に変え、なんじゃもんじゃとともに戦った際には真吾も吸い込んでしまったが、真吾はメフィスト老の助けにより復活する。最後は油すましとともに石になった。容姿は山田真吾版と同じ。
タコ足怪物
13話登場。油すましと小豆とぎが従えている触手が付いた巨大花のような怪物。顔面獣との格闘の末に一つの球体となり、超怪物なんじゃもんじゃの材料にされた。容姿は山田真吾版と同じ。
顔面獣
声 - 山口健
13話登場。油すましに騙された百目が魔法陣を書き換えたために真吾が召喚してしまった魔物。巨大な頭に手足が生えた姿をしている。間違って召喚されたことに腹を立てて真吾を捕まえたが、タコ足怪物に邪魔されて格闘の末に一つの球体となり、超怪物なんじゃもんじゃの材料にされた。容姿は山田真吾版と同じ。
もののけ
13話登場。油すましと小豆とぎが多数従えている妖怪。透明な魚に似た姿だが、水が苦手。小豆とぎの命令でタコ足怪物と顔面獣の球体を運び、家獣に乗って追いかけてきた真吾たちを襲った。家獣に吸い付いて中にいる真吾たちのエネルギーを吸おうとしたが、家獣が湖に落下したため攻撃を中断する。デザインは山田真吾版と同じ。
なんじゃもんじゃ
13話、14話登場。タコ足怪物と顔面獣の球体から油すましが作り出した超怪物で、巨大な頭蓋骨の頭頂から枝が、口から無数の触手が生えたような姿をしている。内部に油すましと小豆とぎを乗せて空を飛び、触手を伸ばして真吾たちを襲った。十二使徒たちも歯が立たず逃げ出すしかなかったが（ただし、象人がのしかかりをしてなんじゃもんじゃの頭部にひびを入れた）、閻魔大王が真吾の説得を聞いて霊波玉を壊したため、油すましたちとともに石となった。容姿は山田真吾版と同じ。絵本版はアニメ版と異なり、百目とこうもり猫を触手で拘束をしており、メフィスト2世、家獣らが彼らを助けようとなんじゃもんじゃに攻撃している。
閻魔大王
声 - 郷里大輔
14話、37話、42話登場。妖怪や鬼を率いる地獄の大王。相手の魔力を吸い取る「集魔玉」と、巨大な刀に変わる鏡「刀鏡」の二つの秘宝を所持しており強大な力を持つ。人間界を混乱に陥れる東嶽大帝の存在を「黒い影」として察知したが、その「黒い影」が悪魔くんであると誤認したために油すましと小豆とぎを使って真吾を退治しようとした。真相を知った真吾はメフィスト老や十二使徒とともに説得に地獄を訪れたが、協定を破って悪魔が地獄に立ち入った上に、それを率いていたのが悪魔くんであると知って激怒し、彼らを襲った。しかし真吾がソロモンの笛を使って大王の魂に語りかけ、自分たちは皆の平和と幸せのために戦っていると訴えたことで自分の誤解を悟る。
仁王
声 - 山下啓介（14話）、郷里大輔（37話）
14話、37話登場。閻魔大王の中にいる本体で、魂というべき存在。閻魔大王を小さくしたような姿をしているが、表情は柔和で性格も温厚。真吾の説得により閻魔大王の左目から現れ、自分の間違いを認めて謝罪した後、油すましたちを操る霊波玉を壊した。
鬼
声 - 不明
14話、37話登場。
モス
声 - 三浦雅子
第15話登場。赤色の帽子に黄色いワンピースを着用し、ピンクと水色の模様がついた青色の蝶の羽をはやしている。人間界での姿は金髪のロングヘアに白いワンピース。本来は心優しい蝶の妖精だが、女王ティタニアが人間界の醜い争いを嘆いて長い眠りについてしまった上に、自分も友達である蝶を面白半分に捕える人間を見たことで人間を憎むようになってしまう。そこをクエレブレに利用され、貧太や百目たちを捕えて蝶に変えた後に針で刺して復讐しようとしていた。助けに来た真吾たちを蝶たちとともに襲ったが、真吾や鳥乙女の説得を受けたことや、偶然にも蝶の一匹が人間界でクモに襲われそうになったところをこうもり猫に助けられたことを知って考えを改める。
漫画版では第5話登場。死者の魂から生まれた蝶の精霊で、キスした相手の魂を奪う能力があり、女の子の姿で貧太や情報屋、さらにはメフィスト2世の魂までも抜いてしまった。そして真吾の魂も奪おうとキスを迫ったが、彼には意図を見破られて抵抗される。そのため、本性を現して彼を連れ去り、繭に包んで蝶に変えた後に大きな針を刺そうとしたが、助けに来た幽子と戦闘になる。仲間の精霊を呼び出し、幽子をかみ砕かせたり叩いたりして餅状にしてしまったが、それでも死ななかった幽子の反撃で餅状になった彼女に包まれ、本来の多数の蝶の姿に戻って飛び去って行った。
漫画版・アニメ版とで容姿が異なる。彼女の動機はアニメ版と同じで、無闇に蝶を捕える人間への復讐であり、冒頭で蝶集めに興じていた真吾たちも幽子から諭されて反省した。
ティタニア
声 - 土井美加
15話登場。森の妖精界の女王。昔は人間と友好的な関係を築いていたが、人間が醜い争いを繰り返すようになったことを悲しみ、繭の中で長い眠りについていた。クエレブレが妖精界ごと真吾やモスたちを滅ぼそうとしていたのを察知して目覚め、クエレブレを封印して妖精界を救おうとするも、クエレブレの魔力を浴びて衰弱し倒れてしまったが、真吾のソロモンの笛の力で一命を取り留めた。その後、皆の幸せのために戦うという真吾の決意を聞き、再会を楽しみにしていると言い残して再び眠りに就いた。
クエレブレ
声 - 山口健
10話、12話、15話登場。東嶽大帝を支えている幹部クラスの一人。部下のガハハ三人組や魔火、人間を嫌う妖精モスなどを使って真吾たちを襲っていた。最後はモスが失敗したのを見て森の妖精界ごと真吾たちを滅ぼそうとしたが、復活した妖精界の女王ティタニアによって封印され地の底へ沈んでいった。
ウォーミィ
16話登場。南極にある氷の妖精界フィンダーガットの守り神。白い毛が生えた巨大な獣の姿をしており、口から冷気を吐く。本来は大人しかったのだが、東嶽大帝の影響で凶暴化し、フィンダーガットや南極の氷を食い荒らしていた。真吾たちも手を尽くしたが止めることはできず、最後はサシペレレと鳥乙女が起こしたブリザードと、キララが投げたペンダントの力で凍結され、永遠の眠りに就いた。
キララ
声 - 荘真由美
16話登場。フィンダーガットに住む氷の妖精で、ウォーミィの世話をしていた。外見は青緑のロングヘアにピンク色のワンピースを着用、青色のペンダントを身に着けており、背中に黄色の羽がある。突然暴れ出したウォーミィを止めるために真吾たちの助けを求めて日本に来たが、日本は夏だったために危うく溶けそうになった。ウォーミィを傷つけずに救いたいと願うが、苦戦する真吾たちを見かねて、身に着けていたペンダントの力でウォーミィを凍らせ、共にフィンダーガットに帰って行った。
視鬼魅
声 - 沢りつお
17 - 18話、40話登場。神々も恐れるほどの強力な予知能力を持つという中国の白悪魔。容姿は松下版（世紀末大戦）の視鬼魅と同じ。2000年前に「アニマムディの魔鏡」に封印され、日本の「天狗のねぐら」という洞窟で眠りについていたが、魔鏡を発見した大林寺魔州と真吾たちとの戦いで、ソロモンの笛の力により目覚める。一時的に鏡から抜け出して魔州を倒し、真吾たちに東嶽大帝の存在を教えた後、再び鏡の中に戻って行った。40話ではソロモンの笛の力で再び目覚め、東嶽大帝の魔力に遮られていた天上の光を魔鏡の力で復活させて真吾たちの危機を救った。
大林寺魔州
声 - 岸野幸正
17 - 18話登場。救世主（メシア）となって世界に君臨するために「アニマムディの魔鏡」を探していた僧侶。魔鏡の中から真の救世主・悪魔くんに呼びかけていた視鬼魅の言葉を自分へのものと思い込み、邪魔者である真吾を抹殺しようと、部下であるベルゼブブや灰怒羅を刺客に送った。強力な妖術の使い手で、天狗のねぐらに来た妖虎、ユルグを「妖気金縛り」で倒し、後から駆け付けた真吾たちも月霊を召喚して圧倒した。その力を皆の幸せのために使って欲しいという真吾の説得にも耳を貸さず、とどめを刺そうとするが、真吾のソロモンの笛の力により目覚めた視鬼魅に月霊を消されて失敗。さらに魔鏡から出てきた視鬼魅から、自分を救世主ではない単なる妖術師と言われて逆上し襲いかかるが、返り討ちに遭って力を吸われ、衰弱した老人のような姿になってしまった。容姿は松下版（世紀末大戦）の山本（さんもと）魔州と同じ。
ベルゼブブ
声 - 龍田直樹
17話、30話登場。過去に魔界を追われ、地上に罪滅ぼしの修行に来ていた悪魔。容姿は松下版（千年王国）のベルゼブブと同じ。手に持っている「占い杖」の力で、未来を予知したり、相手に幻覚を見せたりできる。大林寺魔州の手先となり、「占い杖」を使って「アニマムディの魔鏡」を探し出し、さらに魔州から悪魔くんを抹殺するよう命じられて真吾の命を狙った。「占い杖」の力でメフィスト二世や妖虎たちを翻弄したが、ユルグの狐火で予知能力を封じられ、メフィスト二世の電撃を受けて倒される。その後は真吾に諭されて改心し、30話では真吾への恩義のためにルキフェルからソロモンの笛を取り返そうとした。ルキフェルが倒された後はファウスト博士やメフィスト老に同行するようになった。
灰怒羅
声 - 富沢美智恵
17 - 18話登場。大林寺魔州の一番弟子の妖術使いで、変身術や火、木を操る術などを使う。魔州の命により真吾の命を狙ったが、メフィスト二世に敗れて猿の正体を現し逃走した。その後、視鬼魅により力を吸われて衰弱した魔州に猿の姿のまま付添い、去っていった。人間の姿をしている際は赤茶色のポニーテールに裾の短い緑色の道着を着た美女である。
月霊
声 - 不明
18話登場。大林寺魔州が切り札として召喚した精霊怪物。月のように光る眼を持った、巨大な影のような姿をしている。家獣を力で圧倒し、重力を操ってメフィスト二世やサシペレレたちも倒したが、真吾のソロモンの笛の力で目覚めた視鬼魅の攻撃により消滅した。
フランネール
声 - 西村知道（19話）→掛川裕彦（40話）
19話、40話登場。インド四賢人の従者の魔法使い。容姿は松下版のフランネールと同じ。笛の音でロープを操り、背中に入れている人魂に乗って空を飛ぶ。四賢人の命で日本に渡り、真吾を捕えてインドへ連行した。40話では悪魔王子バルバドスによって封印された四賢人を救出するため、天狗のねぐらに行き視鬼魅に助けを求めた。
インド四賢人
声 - 丸山詠二（林住期）、田の中勇（学生期）、西尾徳（成長期）、龍田直樹（19話・游行期）、平野正人（40話・游行期）
19話、40話登場。ヒンドゥー教における人生の四期 「学生期（がくしょうき）」 「家住期（かじゅうき）」 「林住期（りんじゅうき）」 「遊行期（ゆぎょうき）」を体現する四人の賢者。真吾が「悪魔くん」として東嶽大帝と戦っているのも知っていたが、アムドスキアスによりインドの子供たちが苦しんでいるのは真吾の力不足のせいと怒り、彼を呼び出してソロモンの笛を奪ってしまう。しかしアムドスキアスの夢魔界地獄に自らの力で打ち克った真吾を認めてソロモンの笛を返し、その後は協力者となった。40話では、東嶽大帝の魔力によって天上の光が遮られたために力を奪われ、悪魔王子バルバドスに封印されてしまうが、視鬼魅の助けで復活した。
モーラ
声 - 小宮和枝
19話登場。夢魔界地獄を支配している黒悪魔。アムドスキアスにより夢魔界地獄に落とされた真吾の魂を奪うため、配下の魔物たちを使って彼の心を恐怖で屈服させようとした。一度は真吾を追いつめるが、囚われたインドの子供たちや十二使徒たちの応援により奮起し、恐怖を克服した真吾に触れられ消滅した。
ズウ
声 - 不明
19話登場。夢魔界地獄に棲む、巨大な豚のような姿の魔物。アムドスキアスにより夢魔界地獄に落とされた子供たちを追い回して苦しめていた。モーラの命令で真吾も襲うが、恐怖を克服した真吾の前になすすべもなく消え去った。
漫画版ではヒマラヤの霊気を吸って力を持った魔人で、肉体と影を分離する能力があり、本体である影が真吾にとりつき彼の精神を支配した。また、鼻息により真吾の学校の子供たちを豚に変えてしまった。肉体の方は攻撃が効かず、メフィスト二世に腹に穴を開けられてもまるで平気だったが、本体である影を攻撃されたことで倒され、肉体も土となって崩れ去った。
アムドスキアス
声 - 青森伸
19話登場。世界中の楽器を操ることができるという黒悪魔。東嶽大帝の命令でインドに現れ、手にしたバイオリンの音色で子供たちを夢魔界地獄へ捕え、覚めない悪夢を見せて苦しめていた。真吾も夢魔界地獄へ捕えたが、自らの力で夢魔界地獄を打ち破ったことでより成長した真吾のソロモンの笛の力により消え去った。
グラウコス
声 - 佐藤正治
20話登場。世界各地の海を荒らして多数の犠牲者を出し、その魂を集めていた黒悪魔。老人の顔をした人魚のような姿をしている。ルキフェルの命令で真吾を抹殺するために日本に現れ、海水浴でとある漁村を訪れた真吾たちを襲った。頭に生えた珊瑚を飛ばしたり、千年サンゴを操って真吾たちを苦しめたが、真吾が召喚したセドナに倒された。
千年サンゴ
声 - 不明
20話登場。グラウコスが人間の魂を珊瑚に吹き込んで作り出した怪物。これに食われた者は珊瑚の化石の中に閉じ込められてしまうという。傷つけると元になる魂が苦しむため、真吾たちも手出しできずにいた。最後は真吾が召喚したセドナの手で魂を解放され、元の珊瑚に戻った。
セドナ
20話登場。丸く巨大な頭だけの姿の海の守護神。冥界からめったに出てくることはなく、呼び出す際に力が足りないと怒りを買い自身も冥界に引きずり込まれると言われている。前述の漁村でも海を荒らす海坊主として恐れられていたが、実際に海を荒らしていたのはグラウコスであり、セドナ自身は海で事故に遭った少年を救うなど温厚な性格であった。真吾の召喚に応えて現れ、グラウコスの津波を跳ね返して倒した後、囚われていた人間の魂を救って真吾たちと別れた。
ヘドラ
声 - 土井美加
21話登場。こうもり猫の元主人の邪悪な魔女。地の底に封印されていたがルキフェルの手で復活し、自分の居城「グルマルキン城」に白悪魔たちを捕えていた。過去の契約を盾にこうもり猫を脅して、一度入ると出られない「迷宮の間」に真吾たちを閉じ込めさせ、さらに呪いのかかった「ゾンビエキス」を飲ませようとしたが、こうもり猫の捨身の妨害により失敗。自ら真吾たちと戦い、黒豹に変身したり、姿を消したりして苦戦させたが、弱点である太陽光を浴びせられて消滅した。
メキシココウモリ
声 - はせさん治
21話登場。こうもり猫の同族で、仮面のような顔をしている。ヘドラに仕えており、彼女の命令で白悪魔を捕えていた。ヘドラに寝返ったふりをしたこうもり猫と組んで白悪魔狩りに出かけたが、彼の策略にはまり古井戸に閉じ込められてしまった。
チビコウモリ
声 - 山田恭子
21話、33話登場。こうもり猫の同族らしい、小さなコウモリの姿の白悪魔。恋人のコウモリとともにグルマルキン城に捕まったが、脱出してこうもり猫に助けを求めた。
33話で東嶽大帝が白悪魔狩りを始めたため狙われる身となり、ガハハ三人組や黒小人たちと魔界の僻地に身を隠していたが、気球魔人とピラドクロに捕まってしまう。その後、気球魔人をメフィスト二世が倒した後は見えない学校で保護されることになった。
セト
声 - 山口健
22話登場。オシリスの部下だったが反逆を企て、王座と「ラーの杖」を奪った。最初はラーの杖の力でメフィスト二世らをも圧倒したがイシスの協力で杖の力を封じられ、敗走する中で地獄に流れる川へ落ちてしまった。
イシス
声 - 横尾まり
22話、23話登場。オシリスの妃。セトの反逆により監禁されていたが、真吾たちに救出され「ラーの石」でセトの手に渡った「ラーの杖」を封じる。
ミイラ
声 - 緑川光、中尾みち雄、佐藤浩之
22話登場。セトに操られる死者たち。
プルトー
声 - 塩屋浩三
23話、24話登場。サタン王国四天王のひとり。23話では魔界城で真吾たちを迎え撃つがオシリスを奪還される。24話では名誉挽回のため再度出動。最後はソロモンの笛の力で正気を取り戻した四神の攻撃を受けて消滅した。
オシリス
声 - 掛川裕彦
23話登場。エジプトの冥界の王だがセトの反逆で捕らえられた上に、ルキフェルに引き渡され地獄へ流されそうになる。そのためエジプトではスフィンクスが暴れ出しそうになった。だが見えない学校を目覚めさせ追って来た真吾たちによって救出され、スフィンクスを鎮めた。
ベリアル
声 - 沢木郁也
23話、24話登場。サタン王国四天王のひとり。ローブを纏い槍を持った竜人のような姿。最後は四神の攻撃を受けて消滅した。サタン王国四天王の中では名を名乗っていない。
グラシアラボラス
声 - 松尾銀三
23話、26話登場。サタン王国四天王のひとりで、三つの犬の頭を持つ黒悪魔。手に持った剣から強力な竜巻を放つ。イースター島の鳥人祭を妨害して地獄の使者を呼び出し、人間の魂を集めて天空船の力にしようとしていた。イースター島を訪れた真吾や鳥乙女たちを竜巻で襲うが、鳥人悪魔としての秘められた力に目覚めた鳥乙女のピンクハリケーンを受けて倒された。
アイン
声 - 徳丸完
23話、27話登場。サタン王国四天王のひとり。右肩に猫の頭、左肩に蛇の頭を持つ。手にした松明から火の玉を放ち、猫の目から破壊光線を、蛇の口から溶解液を吐いて攻撃する。人間の魂を天空船の力とするため、ブーゲンビル島に封印されていた三頭獣を呼び出して霊界カエタの門を開かせようとした。三頭獣を止めに来た百目たちと戦い苦しめたが、アゼザルによって両肩の首を自身に向けられ溶解液と光線を自ら浴びてしまい倒された。容姿は松下版（世紀末大戦）でロソンが召喚した悪魔アイニと同じ。
四神
24話登場。
青竜（せいりゅう）
朱雀（すざく）
白虎（びゃっこ）
玄武（げんぶ）
白沢（はくたく）
声 - 佐藤正治
24話登場。日本の淀んだ沼に棲む黒悪魔。ルキフェル四天王のプルトーとベリアルに協力し、四神を操って黄泉の石柱を引き抜かせようとした。四神を止めに来た真吾たちと戦い、プルトー・ベリアルと組んで追いつめるが、四神の攻撃を受けて消滅した。
花火幽霊（はなびゆうれい）
声 - 頓宮恭子、深雪さなえ 他
25話登場。霊界に住む子供の悪魔。霊界の裂け目から人間界に来てしまい戻れなくなったことで自棄を起こし、さらに人間の子供たちが家族と仲良くしているのを妬んで、腹いせに人間の子供たちやエツ子・貧太・情報屋・キリヒト・幽子に憑依して暴れまわり、町中をパニックにした。真吾たちの説得にも応じず、火花の姿になってあちこちに火を着けるなどしたが、親がいなくても健気に頑張る百目の姿に心打たれて改心する。その後、真吾のソロモンの笛と、メフィスト2世の魔力「死出のメロディ」（縁起が悪いので「旅立ちのメロディ」と言い換えた）の力で霊界に帰って行った。
アンドレアル
声 - 野田圭一
26話登場。馬の頭と孔雀の羽を持つ鳥人悪魔族の一員で、一族の王マケマケ（声 - 永井一郎）により鳥乙女への使者として遣わされた。イースター島を訪れた鳥乙女に出生の秘密を聞かせ、かつてマケマケが宣言したとおりに鳥人悪魔族へ戻ることを許可するが、誘いを断り十二使徒として最後まで戦うことを選んだ彼女の決意を受け入れ助言を与える。その後、グラシアラボラスを倒した彼女を「鳥人悪魔族の誇りを見せて貰った」と讃え、自身も鳥人悪魔族をルキフェルの手から守るために戦うことを約束して去って行った。ナスカ高原で亡くなった鳥乙女の母親の魂をマケマケの許しを得て夫の隣に葬ったり、赤ん坊の鳥乙女を抱いている描写がある。
地獄の使者
声 - 不明
26話登場。イースター島の鳥人祭の日に現れ、島の人間の魂を奪ってしまうと恐れられている存在。赤い月が中天にかかり、十三匹のコウモリが舞い、モアイ像が血の涙を流すとき、その姿を現す。これを鎮めるためには鳥人島にある海燕の卵を捧げる必要があり、鳥乙女ナスカの父親も、かつて海燕の卵を捧げて島の英雄となった若者であった。グラシアラボラスの策略により現れ、モアイ像を操って真吾たちを襲ったが、鳥乙女ナスカが卵を捧げたことで帰って行った。
なお、上記の出現の予兆は『ゲゲゲの鬼太郎』アニメ第2作に登場するイースター島の地獄の使者アクアクと同じものである。
三頭獣
声 - 北川米彦
27話登場。ブーゲンビル島に封印されていた魔物。腹鼓によって霊界カエタの門を開いて霊魂を呼び出す能力を持つ。アインによって復活し、南太平洋の王にしてやると唆されて協力するが、真吾のソロモンの笛により呼び出した霊魂を全て戻され、アインも倒されたことで観念して地中に戻った。
アゼザル
声 - 岸野幸正
27話登場。サタン王国を追われ、指名手配されてブーゲンビル島に身を潜めていた悪魔。蛇に襲われていた百目を助けた際、仲間のために命がけで戦う彼の話を聞いてアインから逃げ隠れていた自分を恥じる。その後、アインと百目たちとの戦いに現れ、捨身の攻撃でアインを倒す。勇気を与えてくれてありがとうと百目たちに言葉を残し、絶命した。
蓬莱島八仙人
声 - 槐柳二（漢鍾離老人）、永井一郎（張果老老人）、川島千代子、西尾徳、丸山詠二
28話、40話、劇場版1作に登場。世界のヘソと言われる蓬莱島に住む八人の仙人。容姿は松下版と同じ。真吾たちを蓬莱島に呼び出して悪魔くんとしての活動を止めるように強要し、抵抗する十二使徒たち全員を仙術で倒してしまう。しかし、ソロモンの笛の力で仙術を打ち破り、蓬莱島を崩壊の危機から救った真吾の力を認めて協力者となった。40話では、東嶽大帝の魔力によって天上の光が遮られたために力を奪われ、悪魔王子バルバドスに封印されてしまうが、視鬼魅の助けで復活した。
漢鍾離老人
八仙人のリーダー格。ルキフェルの侵攻による世界の混乱は真吾たちの活動が原因であると責めるが、真吾が蓬莱島の危機を救った後はそれまでの非礼を謝罪し、真吾たちを激励した。劇場版1作、アニメ第42話にも登場。
張果老老人
禿頭で長身の仙人。気体に変身する仙術を使う。家獣に乗って蓬莱島に向かう真吾たちを襲撃し、メフィスト二世の魔力絶対零度を跳ね返す実力を見せつけて去って行った。蓬莱島では妖虎たちの魂を封印した絵を持って逃げる百目たちを捕えて絵を奪い返した。
韓湘子中年
短髪姿の仙人。絵の中に相手の魂を封じ込める仙術を使う。十二使徒全員の魂を絵に封印して倒すが、真吾のソロモンの笛の力に仙術を破られ、十二使徒たちは復活する。40話では視鬼魅によって復活した後、逆封じにより悪魔王子バルバトスを絵の中に封印した。
何仙姑女
若い女性姿の仙人。瞬間移動の術を使い、メフィスト二世の背後を取って一撃を加える実力者。真吾に対し、進んで辛い思いをするよりも普通の子供として生きる方が幸せではないかと優しく諭した。
クモ仙人
声 - 宮内幸平
29話登場。その昔、蜘蛛に永遠の命を授けられた仙人で、山田真吾版と同じく白い髭を生やした老人の姿をしている。慢心して悪事を働いたために神によって地の底に封印されていたが、ルキフェルの手で復活してソロモンの笛を奪うことに協力した。手にした杖から糸を出し、これに包まれた者は数時間で巨大な蜘蛛に変えられてしまう。メフィスト2世を誘い出して蜘蛛に変え、他の使徒たちも蜘蛛の巣に閉じ込めて人質とし、真吾にソロモンの笛を渡すよう迫るが、メフィスト老の加勢によりステッキに縛り付けられた後、宇宙へ飛ばされて敗れる。しかし、直前に蜘蛛の巣を放ってソロモンの笛を奪い、ルキフェルに渡すことに成功した。
ルキフェル
声 - 大竹宏
20話 - 30話登場。東嶽大帝を支えている幹部クラスの一人。ファウスト博士の父と刺し違えた悪魔サタンの忠実な部下で、サタン王国の再建を目指している。直属の部下のサタン王国四天王や、グラウコス、ヘドラ、蜘蛛仙人などを使って真吾たちを襲い、蜘蛛仙人の功績によりソロモンの笛を奪うことに成功する。しかし、魔界でファウスト博士と戦った際にソロモンの笛を取り返され、最後は真吾と十二使徒が描いた六芒星に反応して現れた「見えない学校」が放った雷を浴びて消滅した。
マルコキアス
30話登場。ルキフェルが従えている黒悪魔。普段は人間の顔をした黒犬の姿だが、戦闘時は翼が生えた形態に変身し、ルキフェルを乗せて空を飛ぶ。獰猛だがルキフェルには忠実。戦闘能力は高く、十二使徒たちとの戦いでは口から吐き出す炎や目から放つ光線などで彼らを圧倒したが、「見えない学校」の魔輪の攻撃を受けて倒された。
トン・フーチン
声 - 小宮山清
31話登場。中国から来た少年姿の悪魔で、「〜アル」「〜ヨロシ」が口癖。元は善良な白悪魔だったが、大口童子に良心を食われて東嶽大帝に忠誠を誓うようになり、ソロモンの笛を奪う手柄を立てて人間界を支配する「悪魔大使」になろうとしていた。大口童子に良心を食わせて洗脳した多数の人間を率いて真吾たちを襲い、ソロモンの笛を渡すように迫るが、大口童子から奪った良心を返したことで元の善良な性格に戻り、中国へ帰って行った。
漫画版では完全な黒悪魔で、小鬼の力で死者を蘇らせて町を占拠し、真吾たちを脅迫してソロモンの笛を奪い、さらに大口童子との戦いで倒れたメフィスト二世を連れ去ってしまう。その後の真吾たちとの交渉で、ソロモンの笛とメフィスト二世を返す代わりに真吾の魂を要求するが、サシペレレが呼び寄せた目玉椰子の目に頭を食われて目玉椰子に変えられてしまう。その後の真吾たちの会話から、育ちきる前に根を切られて枯らされたことが示唆される。
大口童子
声 - 鈴木みえ
31話登場。顔の大きな赤ん坊の姿の黒悪魔。人間や悪魔に食いついて良心を食べてしまう能力があり、食われた者は洗脳されて東嶽大帝に忠誠を誓うようになる。また、大きな口から出す声は、家屋を揺るがしメフィスト二世を昏倒させるほどの威力がある。良心を奪ったトン・フーチンと一緒に真吾たちを襲うが、体内に侵入した真吾たちによって奪った良心を全て救出され、力を失い消え去った。
漫画版でもトン・フーチンとともに現れ、メフィスト二世と戦うが、出した大声をメフィスト二世に吸収・反射されて自ら浴びてしまい、爆散した。
小鬼
声 - 不明
31話登場。トン・フーチンが従えている四体の小さい鬼。手に持っている楽器をよく鳴らしている。良心を食われていたかどうかは不明だが、トン・フーチンが元に戻ると一緒に帰って行った。
漫画版では楽器を鳴らす他に、中国に伝わる術「うそぶき」を使い、死者を蘇らせて町を混乱に陥れた。その後、トン・フーチンが目玉椰子に食われた後、こうもり猫に全員食われてしまった。
透明魔人 / アムリタ
声 - 杉山佳寿子
32話登場。金色の笑い仮面のような顔とマント姿が特徴の黒悪魔。人間の女性に変身して女性運動研究家のアムリタを名乗り、テレビなどで男性に不満を持つ女性を煽っていた。さらに、自分に賛同する女性には魔女の道具を貸し与えて望みを叶えさせることで魔女になりたいと思わせ、最後には世界中の女性を魔女に変えて操ろうとした。真吾たちと喧嘩したエツ子やコハルたちを騙して魔女に変え、助けに来た真吾やメフィスト二世たちの前で正体を現し襲いかかる。名前の通り透明化して姿を隠したり、実体を消して攻撃をすり抜けるなどの能力でメフィスト二世たちを翻弄したが、豆ユーレイの挑発に引っかかって攻撃したことで居場所を見破られ、幽子の照魔鏡の光を浴びて動きを封じられたところへ、メフィスト二世の「死出のメロディ」を浴びて消え去った。
気球魔人
声 - 塩屋浩三
33話登場。毒ガスが詰まった風船のような巨体を持つ黒悪魔。東嶽大帝が十二使徒たち白悪魔に賞金を懸けたため、相棒のピラドクロとともに最も賞金が高いメフィスト二世を狙った。また、魔界の火山から出る火山ガスを吸収してさらに強大化し、同時に火山を活性化させて魔界に大地震を起こし、見えない学校が地割れに落ちそうになる事態も招いていた。ガハハ三人組を騙して呼び寄せたメフィスト二世と戦い、体から出す強風や、口から吐き出す毒ガスで苦戦させた。最後はとどめを刺すために毒ガスが充満する体内にメフィスト二世を飲み込んだが、そのままメフィスト二世に火山に飛び込まれ、マグマに焼き尽くされて倒された。
ピラドクロ
声 - 永井一郎
33話登場。気球魔人の相棒で、大きな頭蓋骨にサソリの尾とハサミが付いた姿の黒悪魔。ゲテモノ食いを自称し、黒小人たち白悪魔やこうもり猫を捕えて食おうとしていた。メフィスト二世と気球魔人の戦いで、火山に落ちかけたメフィスト二世を助けた黒小人たちを襲おうとしたが、気球魔人が吐いた毒ガスを浴びてしまい火山に落ちてしまった。
ラルヴィ
声 - 山口健
34話登場。幽霊船の幽霊の親分。生体エネルギーを奪うため見えない学校を襲ったが、慎吾に説得されて改心した。
宇宙悪魔タコス
声 - 大竹宏
35話登場。故郷の星をなくし、地球に移住しようと考えて、必要な人間の魂を集めようとした。
ゴモリー
声 - 松島みのり
36話登場。ドレス姿と蛙の醜い顔を持つ女悪魔で、千年蝦蟇がさらに千年を生きて魔力を得たことで黒悪魔となった。口から泡を吐いて浴びた者を蛙に変えてしまう。邪馬台国の時代に日本を支配しようとした黒悪魔の一人で、白悪魔との戦いに敗れて奥軽井沢の地で長い冬眠についていたが、ロソンによって復活した。奥軽井沢でロソンが開催した世界不思議博覧会に来た人々を魔力で蛙人に変えて操り、日本を再び支配しようとする。博覧会に来た真吾の父・茂を蛙人に変え、彼を迎えに来たエツ子や百目、情報屋たちも蛙に変えてしまった。タロット占いの啓示で危険を感じてやって来た真吾やメフィスト二世と戦い、二人を蛙にして倒したが、蛙にされる前に真吾が召喚したサシペレレと鳥乙女のコンビとの戦いで自分の泡を鳥乙女の風に返されて浴びてしまい、魔力を失った蛙の姿に戻り逃げて行った。
蛙人（かえるびと）
声 - 掛川裕彦
36話登場。世界不思議博覧会に来た人間が、ゴモリーの魔力によって変えられてしまった姿。蛙のような緑色の皮膚と長い舌を持ち、ゴモリーに操られて人を襲う。蛙人にされてから24時間経った人間は二度と元に戻れなくなる。ゴモリーが敗れて魔力が絶たれたことにより、元の人間に戻った。
36話登場。
吸血小人
声 - 塩屋翼
37話登場。青白い不気味な顔をした少年姿の黒悪魔。触手のような頭髪を相手に巻き付けて生気を吸収するほか、相手を操る「吸血催眠」という魔力も使う。東嶽大帝の命令で芋虫仙人を操って閻魔大王の力の源である秘宝「集魔玉」を奪い、地獄を大混乱に陥れた。また、事件を知って芋虫仙人の庵に来た真吾たちを襲い、集魔玉でメフィスト二世たちの魔力を奪い、真吾の生気を頭髪で吸収して衰弱させた。その後、芋虫仙人から聞いた閻魔大王のもう一つの宝「刀鏡」を奪うために地獄を襲撃。立ちふさがる鬼たちを集魔玉の力で倒し、集魔玉を奪われたことで意識を失った閻魔大王のところまで辿り着いたが、駆け付けた真吾のソロモンの笛の力で一時的に戦う力を取り戻した閻魔大王の逆襲に遭い、集魔玉を巨大な剣となった刀鏡に引き寄せられて奪い返された後、そのまま刀鏡に斬られて消滅した。
芋虫仙人
声 - 辻村真人
37話登場。ぐうだら山で修行を積み、欲を捨て去った徳の高い仙人。閻魔大王からの信頼も厚く、集魔玉の管理を任されていたが、吸血小人に操られ、集魔玉を盗み出すのに利用されてしまう。その後は吸血小人に生気を吸われ尽くして芋虫の姿になり捨てられたが、庵で真吾が吸血小人に襲われていたとき、霊魂の姿になって彼を救った。吸血小人が倒された後は元の姿に戻り、集魔玉を奪われた失態を仁王に謝罪したが、咎められることなく許された。
バラモン / ロソン
声 - 戸谷公次
36-38話登場。東嶽大帝を支えている幹部クラスの一人。人間界では大実業家のロソンとしてロソンコンツェルンを築いていたが、真の目的は人間界の征服であり、部下のゴモリーやリリスを使った作戦を実行していた。正体は数千の魔術を操るという古代インドの黒悪魔バラモン。ゴモリーや吸血小人の失敗に焦って自ら出陣し、魔術で黒悪魔に変えた世界各地の人間の魂を収束して作った「霊魂爆弾」を使って強大な力を得ようとしていた。メフィスト2世たちの魔力も跳ね返す魔法陣の中で「霊魂爆弾」を呼び出したが、手に入れる直前に魔界から来た「見えない学校」によって魔法陣を壊され、「霊魂爆弾」も真吾のソロモンの笛に浄化されて元の人間の魂に戻り、敗北した。その後は真吾たちに捕まって尋問され、東嶽大帝の居場所を喋りかけたが、リリスのカードに吸い込まれて消えた。ロソンの時の姿は松下一郎版の悪魔ロソンと同じ。
リリス
声 - 篠原恵美
36-38話、41話登場。東嶽大帝を支えている最後の幹部クラスの一人。ロングヘアに大きなマントをつけている。カードを操るゲマトリア魔術の使い手で、カードの中から怪物を出したり、相手をカードに吸い込んだりすることができる。ロソンの秘書として彼をサポートしていたが、正体は東嶽大帝の123番目の娘であり、信用の置けないバラモンを監視することが真の使命であった。バラモンが敗北すると自身の正体を明かして本性を表し、裏切って東嶽大帝の居場所を喋りかけたバラモンをカードで吸い込み始末した。その後は一旦引き上げ、魔空間の決戦で幽霊船サルガッソーに乗って出陣。サルガッソーに搭載した兵器「悪霊砲」で「見えない学校」を破壊しようとした。「見えない学校」に「悪霊砲」を直撃させたが、標的のエネルギーに比例して破壊力が増す「悪霊砲」の特性を逆手に取られ、「見えない学校」が全てのエネルギーをストップさせていたことで致命的なダメージを与えることに失敗し、魔空間で「悪霊砲」を撃ったことによる反動で巨大な乱気流が発生し、サルガッソーごと呑まれて魔空間と現実の狭間に消えていった。
ソンコイの竜
声 - 不明
39話登場。シバの神殿付近の深海に棲む巨大魚のような姿の悪魔。「究極の六芒星」を手に入れるためにシバの神殿へ入ろうとした真吾と十二使徒を襲うが、家獣が放った光に怯んで逃げていった。
大魔神
声 - 佐藤正治
39話登場。シバの神殿の守護神。普段は石像の姿で神殿の屋根の上に座っているが、神殿に侵入した者がいると目覚めて動き出し、侵入者を攻撃する。ソロモン王の試練を受けた真吾と十二使徒たちを襲うが、真吾たちが試練を乗り越えて授かった「究極の六芒星」の力で元の石像に戻った。
ソロモン王
声 - 渡部猛
39話登場。3000年前に「ソロモンの笛」と究極の魔法「ソロモンの鍵」を遺した偉大な王。一万年に一人現れるという「悪魔くん」に「ソロモンの鍵」を伝授するため、その思念をシバの神殿奥のタブレットに宿して待ち続けていた。十二使徒がタブレットにソロモンの笛の玉を嵌めたことで目覚め、真吾とタブレットの中で対面する。真吾の勇気を試すために「ソロモンの笛」を捨てさせるという厳しい試練を課すが、それを見事に成し遂げた真吾に「究極の六芒星」を授けた。
悪魔王子バルバドス
声 - 松尾銀三
40話登場。東嶽大帝の息子の四体の黒悪魔で、血も涙もない残虐な悪魔として魔界でも恐れられている。東嶽大帝が天上の光を遮ったことで世界中の白悪魔たちが弱ったことを契機に人間界へ侵攻し、インド四賢人や蓬莱島八仙人を封印。さらにエツ子や貧太たちを捕えて人質とし、ソロモンの笛を渡して降伏するよう真吾に迫った。サシペレレの活躍で人質を取り返された後も、天上の光を奪われて力が出ない十二使徒を圧倒し、得意技の分身術などで追いつめるが、ソロモンの笛により目覚めた視鬼魅が魔鏡を使い、天上の光を復活させたことで形勢が逆転。自分たちは天上の光を浴びたことで力を奪われ、逆に力を取り戻して封印を打ち破った八仙人の反撃を受け、韓湘子の逆封じの術により絵の中に封印された。
悪魔竜ヒドラ
41話登場。東嶽大帝の本拠地である魔空間に棲む、六本の首と一対の翼を持つ巨大な竜。空を飛び、物体を腐食させる赤い球を口から吐き出す。魔空間に乗り込んできた見えない学校を襲い、赤い球を吐いて見えない学校の魔眼を次々に潰してしまった。鳥乙女の反撃で赤い球を自分の頭に当てられ五本の首を失うが、最後の一本の首で彼女を襲い、必死で庇うこうもり猫とともに噛み砕こうとする。しかし、こうもり猫の叫びに応えて見えない学校の生命玉が放った赤い雷を浴び、石化して魔空間の奈落の底へ落ちて行った。
ガミジン
声 - 不明
41話登場。魔空間に棲む黒悪魔。翼を持つ馬に乗り、槍を武器に戦う。大量に現れてヒドラやグレムリンとともに見えない学校を襲ったが、十二使徒との戦いで全滅した。
グレムリン
声 - 不明
41話登場。魔空間に棲む、コウモリのような羽を持つ小型の怪物。大量に現れてヒドラやガミジンとともに見えない学校を襲い、外壁を食い荒らすなどの被害を出したが、十二使徒との戦いで全滅した。
ジュラタン
41話登場。魔空間の砂漠に棲む半魚人のような怪物。大量に現れてゼーオルムとともに見えない学校を襲い、内部に侵入して真吾を狙ったが、十二使徒との戦いで全滅した。
ゼーオルム
41話登場。魔空間の火の海を泳ぐ、青い大蛇の怪物。ジュラタンとともに見えない学校を襲い、校舎に巻き付いて体を灼熱化し、塔を破壊するなどの被害を出した。最後は見えない学校の生命玉が放った赤い光球が口の中に飛び込んで内部から焼かれ、粉々になって消滅した。

#### ゲストキャラクター（テレビアニメ）
各話に登場するゲストキャラクター。
キリヒトの両親
声 - 戸谷公次（父）、頓宮恭子→大野由佳（第32話）（母）
第3話、25話、32話（母のみ）登場。
貧太の両親
声 - 上村典子（母）、屋良有作（父）
第12話、25話、32話（母のみ）登場。
ヒロシ
声 - 田中真弓
第20話登場。
ヒロシの父
声 - 真地勇志
第20話登場。
長老
声 - 石森達幸
第26話登場。
鳥乙女の母
26話の回想に登場。外見は鳥乙女と似ている。イースター島の鳥人悪魔族の女性で、海岸に倒れていたところを人間の若者に助けられて愛し合うようになるが、それが鳥人悪魔族の掟を破ることになり、鳥人悪魔族の王マケマケにより翼を奪われてナスカ高原へ追放されてしまう。ナスカ高原では恋人を想いながらナスカの地上絵を残し、やがて鳥乙女ナスカを産み落とした後、鳥人悪魔族の寿命を終えてこの世を去った。その魂は同族のアンドレアルの計らいでイースター島の恋人の隣に葬られ、また、生まれた子供がイースター島へ戻った際には鳥人悪魔族として迎えられることをマケマケに約束されるなど、追放は受けたものの、それなりの温情は与えられていた。
鳥乙女の父
26話の回想に登場。イースター島の鳥人祭で海燕の卵を手に入れて神に近づいた人間の若者。鳥人悪魔族の女性を助けて愛し合うようになるが、鳥人悪魔族の掟により彼女と離別を強いられ、その後再会することなく熱病により命を落とした。
老婆
声 - 上村典子
第30話登場。

#### 放送リスト（テレビアニメ）
タイトルコールは埋れ木真吾役の三田ゆう子が担当。
| 話数 | 放送日         | サブタイトル                         | 脚本     | （コンテ） 演出         | 作画監督   | 美術     | 登場悪魔                                                                                          |
| ---- | -------------- | ------------------------------------ | -------- | ----------------------- | ---------- | -------- | ------------------------------------------------------------------------------------------------- |
| 1    | 1989年 4月15日 | 魔界の見えない学校!!                 | 小山高生 | 佐藤順一                | 山本福雄   | 鹿野良行 |                                                                                                   |
| 2    | 4月22日        | 正義の呪文、エロイムエッサイム       | 小山高生 | 箕ノ口克己              | アベ正己   | 鹿野良行 | ケルベロス                                                                                        |
| 3    | 4月29日        | 魔法陣に、出でよ12使徒               | 菅良幸   | 山内重保                | 直井正博   | 田尻健一 | 歯痛殿下                                                                                          |
| 4    | 5月6日         | こうもり猫のワナ                     | 菅良幸   | 石崎すすむ              | 丸山泰英   | 鹿野良行 | 化けガラス／烏人                                                                                  |
| 5    | 5月13日        | 怒りの変身、妖虎の出現!!             | 岸間信明 | 細田雅弘                | 佐々門信芳 | 田尻健一 | カルマ                                                                                            |
| 6    | 5月20日        | なぜ、古代魔法界の英雄が!?           | 小山高生 | 菊池一仁                | 木下和栄   | 鹿野良行 | ツタンガーメン、カー、ガハハ三人組                                                                |
| 7    | 5月27日        | 百目一族と悲劇の月人                 | 岸間信明 | 箕ノ口克己              | アベ正己   | 田尻健一 | 百目ゾンビ、月人                                                                                  |
| 8    | 6月3日         | 君の心に、とどけソロモンの笛!        | 菅良幸   | 山内重保                | 直井正博   | 鹿野良行 | ゴーレム、ガハハ三人組、のっぺらぼう、火だるま                                                    |
| 9    | 6月10日        | 夢の12使徒が全員集合!!               | 岸間信明 | 石崎すすむ              | 丸山泰英   | 鹿野良行 | 僧魚、ガハハ三人組                                                                                |
| 10   | 6月17日        | 魔女伝説! 恐怖が待ち伏せる幻の館     | 小山高生 | 細田雅弘                | 佐々門信芳 | 鹿野良行 | 肖像画の美少女、魔火、クエレブレ                                                                  |
| 11   | 6月24日        | 肖像画に隠された美少女の秘密         | 岸間信明 | 明比正行                | 木下和栄   | 鹿野良行 | 肖像画の美少女、魔火、鬼婆                                                                        |
| 12   | 7月8日         | 心のすき間を悪魔が笑う               | 菅良幸   | （明比正行） 石崎すすむ | アベ正己   | 鹿野良行 | マンダラケ、魔火／黒小人、クエレブレ                                                              |
| 13   | 7月15日        | 絶体絶命! 超怪物なんじゃもんじゃ     | 岸間信明 | 箕ノ口克己              | 直井正博   | 鹿野良行 | 小豆とぎ、油すまし、もののけ、 タコ足怪物、顔面獣、なんじゃもんじゃ                               |
| 14   | 7月22日        | 地獄の大王エンマの怒りに傷つく12使徒 | 安藤豊弘 | 石崎すすむ              | 丸山泰英   | 鹿野良行 | なんじゃもんじゃ、小豆とぎ、油すまし、もののけ、 閻魔大王／仁王、鬼                               |
| 15   | 7月29日        | 眠れる森の妖精王ティタニアの願い     | 菅良幸   | 山内重保                | 佐々門信芳 | 鹿野良行 | モス、ティタニア、クエレブレ                                                                      |
| 16   | 8月5日         | 氷の妖精キララが流す虹色の涙         | 岸間信明 | 細田雅弘                | 木下和栄   | 鹿野良行 | キララ、ウォーミー                                                                                |
| 17   | 8月12日        | 伝説の魔鏡アニマムディの予言!?       | 菅良幸   | （明比正行） 石崎すすむ | アベ正己   | 鹿野良行 | 視鬼魅、灰怒羅、ベルゼブブ                                                                        |
| 18   | 8月19日        | 今、明かされる東嶽大帝の秘密!!       | 安藤豊弘 | 菊池一仁                | 山口泰弘   | 鹿野良行 | 視鬼魅、灰怒羅、月霊                                                                              |
| 19   | 8月26日        | 奪われたソロモンの笛!!               | 岸間信明 | 石崎すすむ              | 丸山泰英   | 鹿野良行 | アムドスキアス、モーラ、ズウ、四賢人、フランネール                                                |
| 20   | 9月2日         | 遠い海から来たセドナ                 | 菅良幸   | 箕ノ口克己              | 佐々門信芳 | 鹿野良行 | セドナ、グラウコス、千年サンゴ、ルキフェル                                                        |
| 21   | 9月9日         | 黒魔法陣と魔女ヘドラ                 | 岸間信明 | 山内重保                | 木下和栄   | 鹿野良行 | 魔女ヘドラ、メキシココウモリ、チビコウモリ                                                        |
| 22   | 9月23日        | 魔空間へ消える天空船の謎             | 菅良幸   | （明比正行） 石崎すすむ | アベ正己   | 鹿野良行 | セト、イシス、ミイラ                                                                              |
| 23   | 9月30日        | 羽ばたけ、希望の翼よ!                | 菅良幸   | 細田雅弘                | 入好さとる | 鹿野良行 | サタン王国四天王（アイン、グラシアラボラス、プルトー、ベリアル）、 オシリス、イシス、スフィンクス |
| 24   | 10月21日       | 消えた見えない学校!                  | 岸間信明 | 石崎すすむ              | 丸山泰英   | 田尻健一 | プルトー、ベリアル、白澤、四神                                                                    |
| 25   | 10月28日       | いたずらパニック、花火幽霊!          | 菅良幸   | 菊池一仁                | 井上栄作   | 鹿野良行 | 花火幽霊                                                                                          |
| 26   | 11月4日        | 鳥乙女とイースター島の謎             | 岸間信明 | 箕ノ口克己              | 佐々門信芳 | 田尻健一 | グラシアラボラス、アンドレアル、地獄の使者                                                        |
| 27   | 11月11日       | 精霊の家、百目たちの冒険             | 安藤豊弘 | （明比正行） 石崎すすむ | アベ正己   | 大河内稔 | アイン、三頭獣、アゼザル                                                                          |
| 28   | 11月18日       | 世界のヘソ、蓬莱島の危機             | 菅良幸   | 山内重保                | 木下和栄   | 鹿野良行 | 八仙人                                                                                            |
| 29   | 12月2日        | クモにされたメフィスト2世!!          | 岸間信明 | 石崎すすむ              | 丸山泰英   | 大河内稔 | クモ仙人                                                                                          |
| 30   | 12月9日        | 生命玉が応える12使徒の夢             | 菅良幸   | 明比正行                | 入好さとる | 鹿野良行 | ルキフェル、マルコスキアス                                                                        |
| 31   | 12月16日       | 悪魔大使トン・フーチン               | 岸間信明 | 菊池一仁                | 井上栄作   | 鹿野良行 | トン・フーチン、大口童子                                                                          |
| 32   | 12月23日       | 奥様たちは魔女がお好き!?             | 菅良幸   | （佐藤順一） 石崎すすむ | アベ正己   | 鹿野良行 | アムリタ／透明魔人                                                                                |
| 33   | 1990年 1月13日 | 狙われたメフィスト2世                | 岸間信明 | 箕ノ口克己              | 佐々門信芳 | 大河内稔 | 気球魔人、ピラドクロ、ガハハ三人組、黒小人、チビコウモリ                                          |
| 34   | 1月20日        | 生きかえれ! 見えない学校             | 菅良幸   | 石崎すすむ              | 丸山泰英   | 鹿野良行 | ラルヴィ                                                                                          |
| 35   | 1月27日        | 死後の世界を見せる妖怪屋敷の不思議   | 岸間信明 | 山内重保                | 木下和栄   | 大河内稔 | タコス                                                                                            |
| 36   | 2月10日        | ようこそ悪魔博覧会へ                 | 菅良幸   | 明比正行                | 入好さとる | 鹿野良行 | ゴモリー、ロソン、リリス                                                                          |
| 37   | 2月17日        | 奪われた集魔玉、地獄界の混乱!        | 安藤豊弘 | （佐藤順一） 石崎すすむ | アベ正己   | 大河内稔 | 吸血小人、リリス、芋虫仙人、閻魔大王                                                              |
| 38   | 2月24日        | 日本を襲う霊魂爆弾の恐怖             | 菅良幸   | 菊池一仁                | 井上栄作   | 鹿野良行 | ロソン／バラモン、リリス                                                                          |
| 39   | 3月3日         | ソロモンの鍵と究極の六芒星           | 岸間信明 | 石崎すすむ              | 丸山泰英   | 大河内稔 | ソロモン王、ソンコイの竜、大魔神                                                                  |
| 40   | 3月10日        | 地上に降りた最強の悪魔軍団           | 岸間信明 | 箕ノ口克己              | 林和男     | 鹿野良行 | バルバドス、視鬼魅、四賢人、フランネール、八仙人、インド四賢人                                    |
| 41   | 3月17日        | 魔空間に突撃! 急げ、見えない学校     | 岸間信明 | 山内重保                | 木下和栄   | 大河内稔 | ヒドラ、ガミジン、グレムリン、ジュラタン、ゼーオルム、 幽霊船サルガッツォ、リリス、東嶽大帝       |
| 42   | 3月24日        | 夢よ、とどけ君の心に!                | 菅良幸   | 明比正行                | 井上栄作   | 鹿野良行 | 東嶽大帝                                                                                          |

#### 放送局（テレビアニメ）
※放送日時は1990年3月終了時点（青森朝日放送については本放送終了後に放映された日時）、放送系列は放送当時のものとする。
| 放送地域       | 放送局             | 放送系列                      | 放送日時           | 備考                                                         |
| -------------- | ------------------ | ----------------------------- | ------------------ | ------------------------------------------------------------ |
| 関東広域圏     | テレビ朝日         | テレビ朝日系列                | 土曜 19:00 - 19:30 | 制作局                                                       |
| 北海道         | 北海道テレビ       | テレビ朝日系列                | 土曜 19:00 - 19:30 |                                                              |
| 宮城県         | 東日本放送         | テレビ朝日系列                | 土曜 19:00 - 19:30 |                                                              |
| 福島県         | 福島放送           | テレビ朝日系列                | 土曜 19:00 - 19:30 |                                                              |
| 新潟県         | 新潟テレビ21       | テレビ朝日系列                | 土曜 19:00 - 19:30 |                                                              |
| 静岡県         | 静岡けんみんテレビ | テレビ朝日系列                | 土曜 19:00 - 19:30 | 現・静岡朝日テレビ。                                         |
| 中京広域圏     | 名古屋テレビ       | テレビ朝日系列                | 土曜 19:00 - 19:30 |                                                              |
| 近畿広域圏     | 朝日放送           | テレビ朝日系列                | 土曜 19:00 - 19:30 | 現・朝日放送テレビ。                                         |
| 広島県         | 広島ホームテレビ   | テレビ朝日系列                | 土曜 19:00 - 19:30 |                                                              |
| 香川県・岡山県 | 瀬戸内海放送       | テレビ朝日系列                | 土曜 19:00 - 19:30 |                                                              |
| 福岡県         | 九州朝日放送       | テレビ朝日系列                | 土曜 19:00 - 19:30 |                                                              |
| 熊本県         | 熊本朝日放送       | テレビ朝日系列                | 土曜 19:00 - 19:30 | 第24話から放送。のちに自局で全話放送した。                   |
| 鹿児島県       | 鹿児島放送         | テレビ朝日系列                | 土曜 19:00 - 19:30 |                                                              |
| 青森県         | 青森朝日放送       | テレビ朝日系列                | 水曜 17:30 - 18:00 | 本放送終了後、1992年頃に放送。本放送時は、青森県では未放送。 |
| 秋田県         | 秋田放送           | 日本テレビ系列                | 土曜 5:57 - 6:27   |                                                              |
| 山形県         | 山形放送           | 日本テレビ系列 テレビ朝日系列 | 水曜 17:30 - 18:00 |                                                              |
| 山梨県         | テレビ山梨         | TBS系列                       | 月曜 15:55 - 16:25 |                                                              |
| 長野県         | テレビ信州         | 日本テレビ系列 テレビ朝日系列 | 日曜 7:30 - 8:00   | 本来の時間帯は日本テレビ系列の番組を同時ネット。             |
| 山口県         | 山口放送           | 日本テレビ系列 テレビ朝日系列 | 水曜 17:00 - 17:30 |                                                              |
| 徳島県         | 四国放送           | 日本テレビ系列                | 金曜 17:00 - 17:30 |                                                              |
| 愛媛県         | 南海放送           | 日本テレビ系列                | 水曜 16:00 - 16:30 |                                                              |
| 宮崎県         | 宮崎放送           | TBS系列                       | 木曜 16:00 - 16:30 |                                                              |

| テレビ朝日系列 土曜 19:00枠                  | テレビ朝日系列 土曜 19:00枠                             | テレビ朝日系列 土曜 19:00枠                          |
| 前番組                                       | 番組名                                                  | 次番組                                               |
| -------------------------------------------- | ------------------------------------------------------- | ---------------------------------------------------- |
| 聖闘士星矢 （1986年10月11日 - 1989年4月1日） | 悪魔くん （アニメ版） （1989年4月15日 - 1990年3月24日） | もーれつア太郎（第2作） （1990年4月21日 - 12月22日） |

### 劇場アニメ
第1作
1989年7月15日から東映まんがまつりの一編として上映された。上映時間は40分。八仙人と真吾たちが劇中で初対面であったり、初代ファウストと相討ちになった悪魔サタンが生きていたりと、本編とは設定の一部が異なる。
第2作
『悪魔くん ようこそ悪魔ランドへ!!』のタイトルで1990年3月10日から東映アニメまつりの一編として上映された。首人形によって操られた就寝中の子供と玩具を元の状態に戻すため、就寝しないままこの事例に気付いた真吾とメフィスト2世らが、悪魔ランドに向かうという内容で上映された。上映時間は25分。公開時期が本編の最終回直前だったため、公開初日で残り3話の状況だった。

#### スタッフ（劇場アニメ）
|                      | 第1作            | 第2作      |
| -------------------- | ---------------- | ---------- |
| 製作総指揮           | 今田智憲         | 今田智憲   |
| 企画                 | 横山和夫         | 横山和夫   |
| 企画                 | 釘丸彰           | -          |
| 製作担当             | 武田寛、樋口宗久 | 目黒宏     |
| 脚本                 | 菅良幸           | 菅良幸     |
| 音楽                 | 青木望           | 青木望     |
| 音楽                 | -                | つのごうじ |
| 撮影監督             | 沖野雅英         | 沖田英一   |
| 編集                 | 吉川泰弘         | 吉川泰弘   |
| 録音                 | 立花康夫         | 立花康夫   |
| キャラクターデザイン | 鈴木欽一郎       | -          |
| 作画監督             | 鈴木欽一郎       | 入好さとる |
| 美術設定             | 椋尾篁           | 椋尾篁     |
| 美術監督             | 伊藤岩光         | 窪田忠雄   |
| 監督                 | 佐藤順一         | 佐藤順一   |
| 効果                 | 今野康之         | 今野康之   |
| 選曲                 | 佐藤恭野         | 佐藤恭野   |
| 配給                 | 東映             | 東映       |

#### 主題歌（劇場アニメ）
「嵐の神話」
WILD CATSによる第1作エンディングテーマ。作詞は白峰美津子、作曲・編曲はつのごうじ。テレビアニメシリーズの挿入歌でもある。
「OH YES!」
こおろぎ'73、SHINES、WILD CATSによる第2作エンディングテーマ。作詞は藤田詩織、作曲・編曲はつのごうじ。テレビアニメシリーズの挿入歌でもある。

#### 同時上映
第1作
- 『ドラゴンボールZ』
- 『ひみつのアッコちゃん 海だ! おばけだ!! 夏祭り』
- 『機動刑事ジバン』

第2作
- 『ドラゴンボールZ この世で一番強いヤツ』
- 『魔法使いサリー』

#### 登場悪魔（劇場アニメ）
劇場版第1作および劇場版第2作に登場する悪魔。漢鍾離老人については「登場悪魔（アニメ）」を参照。
スフィンクス
声 - 土師孝也
劇場版第1作に登場。サタンの甘言に乗せられ、人間を見限ったが、命を省みない悪魔くんの行動に感銘を受け改心する。
サタン
声 - 屋良有作
劇場版第1作に登場。スフィンクスをだまし霊魂エネルギーを使って悪魔王国を作ろうとした。容姿はコウモリの羽の生えた怪物そのものの姿。改心したスフィンクスに滅ぼされる。
首人形 / 西洋人形
声 - 杉山佳寿子
劇場版第2作に登場。かつて人間界を支配しようとした闇の国の黒悪魔。普段は少女の西洋人形の姿だが、正体は巨大な一つ目の首の姿をした魔物。
捨てられた玩具の「もう一度子供たちと遊びたい」という願いを利用して操り、持ち主だった子供たちを自分の世界「悪魔ランド」へ連れて来させて生気を吸い取っていた。子供たちを助けに「悪魔ランド」に来た真吾や十二使徒と戦い、目から発する怪光線や口から吐き出す炎で苦しめたが、真吾と十二使徒が作った究極の六芒星の光を受け、「人間の心に隙がある限り、必ず甦ってみせる」と言い残して消滅した。
玩具たち
声 - 川島千代子 他
劇場版第2作に登場。古くなって捨てられた玩具の魂が西洋人形の力で実体化して動きだしたもの。ピエロとウサギの人形がリーダー格として行動しており、この二体は言葉も話せる。持ち主だった子供たちが寝ているところへ現れて誘い出し、「悪魔ランド」で子供たちと楽しく遊んでいた。子供たちと遊ぶことだけが望みで悪意はなかったのだが、真吾たちが子供たちを連れ戻しに「悪魔ランド」へ来ると、彼らを邪魔者と見做して攻撃した。玩具そのものの外見に反して高い戦闘力を持つ上に数も多く、十二使徒たちを苦戦させたが、西洋人形が首人形の正体を現して子供たちの生気を吸い取り出したため、ようやく自分たちが利用されていたことに気付く。玩具の中には真吾が幼少のころに大事にしていた木馬もあり、首人形に止めを刺される寸前だった真吾を身を挺して守った。首人形が倒された後は、子供たちと最後の一時を楽しんだ後に元の家に送り届け、本来の彼らの居場所である「子供たちの夢の世界」へ帰って行った。

### Webアニメ
2021年3月7日に行われたオンラインイベント「まんが王国とっとり 生誕99年 水木しげる生誕祭」にて、翌2022年に水木しげる生誕100年を迎えるのを受けて立ち上げられた「水木しげる生誕100周年記念4大プロジェクト」の一環として新作アニメの製作が発表された。主人公は「2代目悪魔くん」とだけ発表された。
2021年11月27日には「ゲゲゲ忌2021」にて一部の情報が解禁され、新キャラクターとして「メフィスト3世」が登場すること、主人公の名前は「埋れ木一郎」であることが発表された。また、埋れ木真吾とメフィスト2世が第1作に引き続き登場することも発表された。埋れ木真吾役を三田ゆう子、メフィスト2世役を古川登志夫が引き続き担当する他、古川はメフィスト3世役も担当する。
2022年3月6日には埋れ木一郎役が梶裕貴であること、2023年にNetflixで独占配信される予定であることが発表された。
2023年11月9日に配信が開始された。

#### キャスト（Webアニメ）
悪魔くん / 埋れ木一郎
声 - 梶裕貴
主人公。初代悪魔くん（真吾）とは異なり非常にクールな性格で上から目線、高飛車、命令口調、甘いモノ好き。真吾に育てられたことで義理の親子となる。千年王国研究所に住み悪魔や魔法陣の研究をしているが、家賃を滞納している。
ソロモンの笛に認められたことで2代目悪魔くんを襲名したが、ある理由からソロモンの笛を吹くことができないばかりか逆に笛がひび割れてそのままでは崩壊してしまうため、初代悪魔くんと違い笛を携帯していない。
魔界で悪魔に育てられたとされている。
メフィスト3世
声 - 古川登志夫
メフィスト2世と埋れ木エツ子との息子で半悪魔。メフィストの能力である電撃や絶対零度など引き継いでいるが半分人間のため威力は2世より低い。初代に引き続き悪魔くん（一郎）とコンビを組んでいる。一郎の身の回りの世話や接客などをこなす。本人の能力では悪魔と戦えるほどの魔力は無いが、魔方陣を利用した魔力付加を受ける事で、戦えるレベルの魔力を使える。
風間さなえ
声 - 白石涼子
「千年王国研究所」がある建物の大家さんで、街中の映画館「神調布オデオン座」のオーナー。行方不明の夫・弘樹（声 - 置鮎龍太郎）の帰りを待ちながら、一人で娘を育てている。
風間みお
声 - 花守ゆみり
さなえの一人娘。ちゅーすけという名の猫を飼っている。
朝凪ヒナ
声 - 藤井ゆきよ
身の回りで不思議なことが起こったため、「千年王国研究会」のもとを訪ねてくる女子大生。
グレモリー
声 - ファイルーズあい
人間の女性の姿をして一郎の前に現れる悪魔。その能力は未知数。
ある人間との契約の結果、自分自身が契約に自我を浸食されていたのを一郎とメフィスト3世によって解放され自由の身となる。その後、一郎の心臓を食べるために独自に押しかけて、そのための契約を組ませようと依頼を受け行動するが、契約内容の曖昧さを突かれて一郎にあしらわれる。終盤で一郎との契約を成立させたことで遂に一郎の心臓を手に入れるが、心臓を抜き取られた一郎が目を覚ますところで物語は終わる。
埋れ木エツ子
声 - 柳沢三千代
真吾の妹で、メフィスト2世の妻。敏腕編集者で、家事や料理は夫と息子に任せている。
サタン
声 - 屋良有作
悪魔の中の悪魔と呼ばれているが、その存在は謎。
ある依頼者から一郎が召喚させられる羽目となるが、その件で一郎に興味を持つ。以降、一郎の心臓を狙っているが、今はまだ食べるほどの価値にははるかに及ばないとしていて、その成長を見守っている。
Cパートで劇場版第1作のサタンと同一人物であることがほのめかされた。
ストロファイア
声 - 下野紘
赤い羽根を持つ謎の存在。一郎をアエシュマと呼ぶ。後半での一郎とのやりとりから、幼少期の育ての親らしいことを示唆しているが不明。（初代）悪魔くんと12使徒とは敵対関係にある。
（初代）悪魔くん / 埋れ木真吾
声 - 三田ゆう子
一郎の義理の父。悪魔界での生活が長いため、人間より歳を取るのが遅く、風貌がかつてとほぼ変わらない。
見えない学校の校長職を引き継いで、以降は魔界に住んでいる。肉体的にはほとんど歳を取っていないが、精神的には歳を取っているような、言動、描写がある。
メフィスト2世
声 - 古川登志夫
エツ子と結婚しアットホームに暮らしている。人間界に生活を移したため人間同様に歳を重ねた風貌になっている。家事は息子に任せてゲームに興じて居たりする事が多いが、職業としては在宅でプログラマーをしているらしい。料理の腕は一流らしい。
本作では悪魔はどのような人間とどのような契約を結ぶかによって、契約内容によっては行動や自我に影響を受けるという描写がなされ、（初代）悪魔くんと自身を含めた12使徒は「千年王国の実現」という互いに共通する目的でもって特殊な契約を成立させていることや、エツ子との結婚もまた契約であることが語られている。
百目
声 - 引坂理絵
こうもり猫
声 - 難波圭一
幽子
声 - 西原久美子
主に回想とCパートに登場。
本作では前作より若干の見た目の成長が見られる。
家獣
声 - 平野正人
6話登場。一郎たちのイースター島行きを助ける。
水木老人
声 - 大塚明夫
ちゅーすけ
声 -  柿沼紫乃
土屋イチカ
声 - 福圓美里
悪魔
声 - 小林ゆう

#### スタッフ（Webアニメ）
- 原作 - 水木しげる
- 総監督 - 佐藤順一
- キャラクター原案・シリーズディレクター - 追崎史敏
- シリーズ構成 - 大野木寛
- キャラクターデザイン・総作画監督 - 渋谷秀
- 美術監督 - 空閑由美子
- 色彩設計 - 辻田邦夫
- 撮影監督 - 荻原猛夫
- 魔法陣デザイン - 越阪部ワタル
- 音楽 - 井筒昭雄
- プロデューサー - 永富大地
- アニメーション制作 - エンカレッジフィルムズ
- 製作 - 東映アニメーション

#### 各話リスト（Webアニメ）
| 1  | 悪魔 | 大野木寛   | 佐藤順一 | 追崎史敏                          | 寒川歩 米澤怜美 佐藤史暁 本田辰雄 和田清美 NAMUアニメーション Kim Suho Song Jinyeong Lee Seongjae                              |
| 2  | 貪食 | 大野木寛   | 佐藤順一 | 追崎史敏                          | 寒川歩 米澤怜美 佐藤史暁 本田辰雄 NAMUアニメーション                                                                           |
| 3  | 強欲 | 金月龍之介 | 追崎史敏 | 小林寿徳                          | 寒川歩 米澤怜美 佐藤史暁 本田辰雄 ディオメディア作画部 石川雅一 柴野美奈 八幡佑樹 山本裕仁 鮎澤裕太 NAMUアニメーション         |
| 4  | 嫉妬 | 吉野弘幸   | 草川啓造 | 居村雄馬                          | 寒川歩 米澤怜美 佐藤史暁 本田辰雄 ディオメディア作画部 本田美乃 柴野美奈 八幡佑樹 鮎澤裕太 NAMUアニメーション                  |
| 5  | 天使 | 大野木寛   | 追崎史敏 | 徐傅峰                            | 追崎史敏 渋谷秀 米澤怜美 ディオメディア作画部 石川雅一 井出直美 松本麻友子 鮎澤裕太 柴野美奈 NAMUアニメーション MICO ANIMATION |
| 6  | 愛憎 | 金月龍之介 | 佐藤順一 | 小林寿徳                          | 渋谷秀 米澤怜美 寒川歩 ディオメディア作画部 本田美乃 井出直美 松本麻友子 山本裕仁 八幡佑樹 鮎澤裕太                            |
| 7  | 人間 | 吉野弘幸   | 追崎史敏 | 居村雄馬                          | 渋谷秀 米澤怜美 寒川歩 ディオメディア作画部 石川雅一 井出直美 松本麻友子 八幡佑樹 柴野美奈 山本裕仁 鮎澤裕太                   |
| 8  | 真意 | 大野木寛   | 米田和弘 | 徐傅峰                            | 寒川歩 米澤怜美 佐藤史暁 本田辰雄 追崎史敏 ディオメディア作画部 石川雅一 井出直美 松本麻友子 鮎澤裕太                          |
| 9  | 父親 | 金月龍之介 | 草川啓造 | 小林寿徳                          | 渋谷秀 米澤怜美 寒川歩 佐藤史暁 本田辰雄                                                                                       |
| 10 | 祝事 | 大野木寛   | 追崎史敏 | 居村雄馬                          | 渋谷秀 米澤怜美 寒川歩 佐藤史暁 本田辰雄 和田清美                                                                              |
| 11 | 遊戯 | 大野木寛   | 佐藤順一 | 徐傅峰                            | 渋谷秀 追崎史敏 米澤怜美 寒川歩 佐藤史暁 本田辰雄 八重樫優翼                                                                   |
| 12 | 犠牲 | 大野木寛   | 佐藤順一 | 小林寿徳 居村雄馬 徐傅峰 追崎史敏 | 渋谷秀 追崎史敏 米澤怜美 寒川歩 佐藤史暁 本田辰雄                                                                              |

#### Webラジオ（Webアニメ）
キャストやスタッフによるWebラジオ『悪魔くんアフターラジオ』が、2023年11月9日から2024年1月25日にかけて東映アニメーション公式YouTubeチャンネルにて配信された。各回、1週間限定公開。全12回。

### 関連商品
DVD
- 悪魔くん コンプリートBOX（2010年3月17日発売） - テレビアニメと劇場用映画を全話収録。

CD
- 悪魔くん（1989年4月21日発売） - 主題歌シングル
- 悪魔くん ヒット曲集（1989年8月1日発売）
- 悪魔くんバラエティワールド 見えない学校悪魔教室（1989年12月1日発売）
- 悪魔くん　ヒット曲集&オリジナルサウンドトラック(2024年3月20日発売)

TVサイズver.含む主題歌・副主題歌と挿入歌に加えて、BGMを初商品化。

## 小説
1995年と1996年に小学館より刊行された、飯野文彦による『千年王国』のノベライズ作品。原作にはない場面も描かれている一方で、原作の途中までの物語で終わっている。
1. 『悪魔くん千年王国 起の巻』 小学館〈スーパークエスト文庫〉、1995年10月、ISBN 978-4-09-440441-8
2. 『悪魔くん千年王国 承の巻』 小学館〈スーパークエスト文庫〉、1996年7月、ISBN 978-4-09-440442-5

## ゲーム
『悪魔くん 魔界の罠』というタイトルで1990年2月24日に発売。機種はファミリーコンピュータ。メーカーはバンダイ。ジャンルはRPG。保存方法はパスワード制（平仮名61文字（清音・を・ん・濁音）と数字の組み合わせによる）。
世界征服を目論む東嶽大帝を倒すことが目的であり、舞台は全世界となっている。ストーリーは東嶽大帝が最終ボスということ以外はほぼオリジナルであり、作中に登場した悪魔はケルベロスが最初の中ボスとして登場する他、一部が通常エンカウントする敵として登場するのみである。バックベアード、ポルターガイストなどの一部は本作品のみで登場する敵も存在する。また、ストーリーに絡む敵キャラクターとして、松下一郎版に登場した魔法使サタンが登場する。

### キャラクター
登場キャラクターはアニメ版に準じたものである。プレイヤーキャラクターは悪魔くんと12使徒で、移動中は悪魔くんの他に3使徒までしか連れて歩けないが、戦闘中にはCP（コントロールパワー）を消費して他の使徒も魔界から呼び出すことができる（魔界へ返すこともできる）。また、自動的に駆けつける場合もある（機嫌（後述）のいい場合）。使徒は自動で戦ってくれるが、悪魔くんが行動を命令することもできる。なお、悪魔くん自身はタロットカードで攻撃したり、後述の魔法陣魔法やアイテムを使って戦う。
使徒には「機嫌」のパラメーターがあり、笑った顔・無表情・怒った顔の3パターンで表される。機嫌が良い場合は戦闘中に呼び出さなくても駆けつけるなど悪魔くんに協力的であるが、機嫌の悪い時には悪魔くんの命令を聞かず何もしなかったり、勝手に帰ってしまったりする。この機嫌は、「ソロモンの笛」を吹くことで回復することができる。

### 魔法
悪魔くんと12使徒はそれぞれ魔法を使うことができるが、その仕組みが多少異なる。
悪魔くんの場合、6つの「魔文字」（○、△、□、*、流水形、三日月形の6種類）を使用する「魔法陣魔法」を使うことができる。「魔法陣魔法」は最初から覚えているものもあるが、新しい魔法を覚えるためには、研究所で実験料を支払って「魔文字」を魔法陣に並べる実験を行い、新しい魔法を見つける必要がある。並べ方の情報は、世界各地の町の人などから入手できる。「魔文字」は魔法を使うと消費されるが、店で買う、カジノの景品としてセットで貰う、敵を倒して入手するなどの方法で補充できる。
12使徒の場合は2 - 4種の魔法を最初から覚えているが、使えるのは戦闘中のみ。また、使える魔法の種類が、悪魔くんが命令した場合と使徒に行動を任せた場合で異なる。悪魔くんが命令をして魔法を使わせた場合はCPを消費する。使徒に任せた場合は無消費だが、使う魔法や対象はランダムになる。

### 施設
- 悪魔くんの家 - HP・CPを無料で回復できる。
- 病院 - HP・CPを有料で回復できる。
- 研究所 - 魔法の開発・習得ができる。覚えた魔法の説明を辞書で確認することも可能。
- 魔文字屋 - 魔文字を購入できる。また、掘り出し物として特殊アイテム（防具、攻撃アイテム、回復アイテムなど）も売っている。
- カジノ - カードをめくって、ペアを作るゲームができる。ペアの数に応じて、賞金・賞品が変化する。
- ファウスト博士の部屋 - パスワード、次のレベルまでの経験値、これからすべきことを教えてもらえる。

## 書誌情報
各シリーズ別に比較的入手しやすい書誌を記載（一部、絶版含む）。
貸本版
- 『貸本版 悪魔くん 普及版』 小学館クリエイティブ、2010年8月20日発売、全3巻
  - 1巻、ISBN 978-4-7780-3166-4
  - 2巻、ISBN 978-4-7780-3167-1
  - 3巻、ISBN 978-4-7780-3168-8

- 『悪魔くん 貸本まんが復刻版』 角川書店〈角川文庫〉、2010年9月25日発売、ISBN 978-4-04-192929-2
- 『貸本版 悪魔くん』 講談社〈水木しげる漫画大全集〉、2017年1月5日発売、ISBN 978-4-06-377588-4
- eBookJapanから電子書籍 全3巻が配信。

マガジン版
- 『悪魔くん(全)』 筑摩書房〈ちくま文庫〉、1991年7月25日刊行、ISBN 4-480-02541-3
- 『悪魔くん』 講談社〈KCデラックス〉、2008年5月16日発売、ISBN 978-4-06-375496-4 - 『千年王国』同時収録。
- 『悪魔くん』 講談社〈水木しげる漫画大全集〉、2013年9月3日発売、ISBN 978-4-06-377513-6
- eBookJapanから電子書籍 全2巻が配信。

千年王国
- 『悪魔くん千年王国（全）』 筑摩書房〈ちくま文庫〉、1988年6月28日刊行、ISBN 4-480-02237-6
- 『悪魔くん復活 千年王国（上）』 講談社〈水木しげる漫画大全集〉、2016年2月3日発売、ISBN 978-4-06-377549-5
- 『悪魔くん復活 千年王国（下）／悪魔くん 世紀末大戦』 講談社〈水木しげる漫画大全集〉、2016年3月3日発売、ISBN 978-4-06-377550-1
- eBookJapanから電子書籍 全3巻が配信。

世紀末大戦
- 『悪魔くん世紀末大戦』 徳間書店〈トクマコミックス〉、2010年12月20日発売、ISBN 978-4-19-780484-9
- 『悪魔くん復活 千年王国（下）／悪魔くん 世紀末大戦』 講談社〈水木しげる漫画大全集〉、2016年3月3日発売、ISBN 978-4-06-377550-1

コミックボンボン版
- 『悪魔くん』 扶桑社〈扶桑社文庫〉、全3巻
  - 1巻：1995年8月1日発売、ISBN 978-4-594-01801-6
  - 2巻：1995年9月1日発売、ISBN 978-4-594-01814-6
  - 3巻：1995年10月1日発売、ISBN 978-4-594-01843-6

- 『コミックボンボン版 悪魔くん』 講談社〈水木しげる漫画大全集〉、2015年8月3日発売、ISBN 978-4-06-377552-5
- 『悪魔くん1988-1990 悪魔くんと見えない学校』 リイド社〈SPコミックス LEED CAFE COMICS〉、2020年1月28日発売、ISBN 978-4-8458-5565-0
- eBookJapanから電子書籍 全3巻が配信。

ノストラダムス大予言
- 『水木しげるのノストラダムス大予言』 扶桑社〈扶桑社文庫〉、1996年、全2巻
- 『悪魔くん ノストラダムス大予言』 講談社〈水木しげる漫画大全集〉、2016年4月1日発売、ISBN 978-4-06-377551-8

その他
- 『悪魔くん魔界大百科』 小学館クリエイティブ、2017年2月27日発売、ISBN 978-4-7780-3525-9

入門百科シリーズ『悪魔くんの悪魔なんでも入門』の復刻版。悪魔くんとメフィストが悪魔や魔法について解説。魔法陣からメフィストを呼び出した時の物語も描かれている。
- 『世界の妖怪百物語』 小学館クリエイティブ、2017年6月、ISBN 978-4-7780-3526-6

入門百科シリーズ『世界の妖怪100話』の復刻版。解説・コメント役として悪魔くん（松下一郎）、メフィスト、百目の子が登場している。世界各国の妖怪の伝承がイラスト付きで集録されており、サシペレレ、妖虎、鳥乙女など、埋もれ木真吾版に登場する悪魔の話も多い。また、ペロリゴンや首人形（マネキン妖怪）などのモノクロ実写版に登場した妖怪が「世界の恐怖妖怪」として見開きで紹介されている。
- 『ゲゲゲの鬼太郎(18) ベトナム戦記 他』 講談社〈水木しげる漫画大全集〉、2018年4月、ISBN 978-4-06-377587-7

読み切り作品の『鬼太郎対悪魔くん』を収録。